# Construcció naval

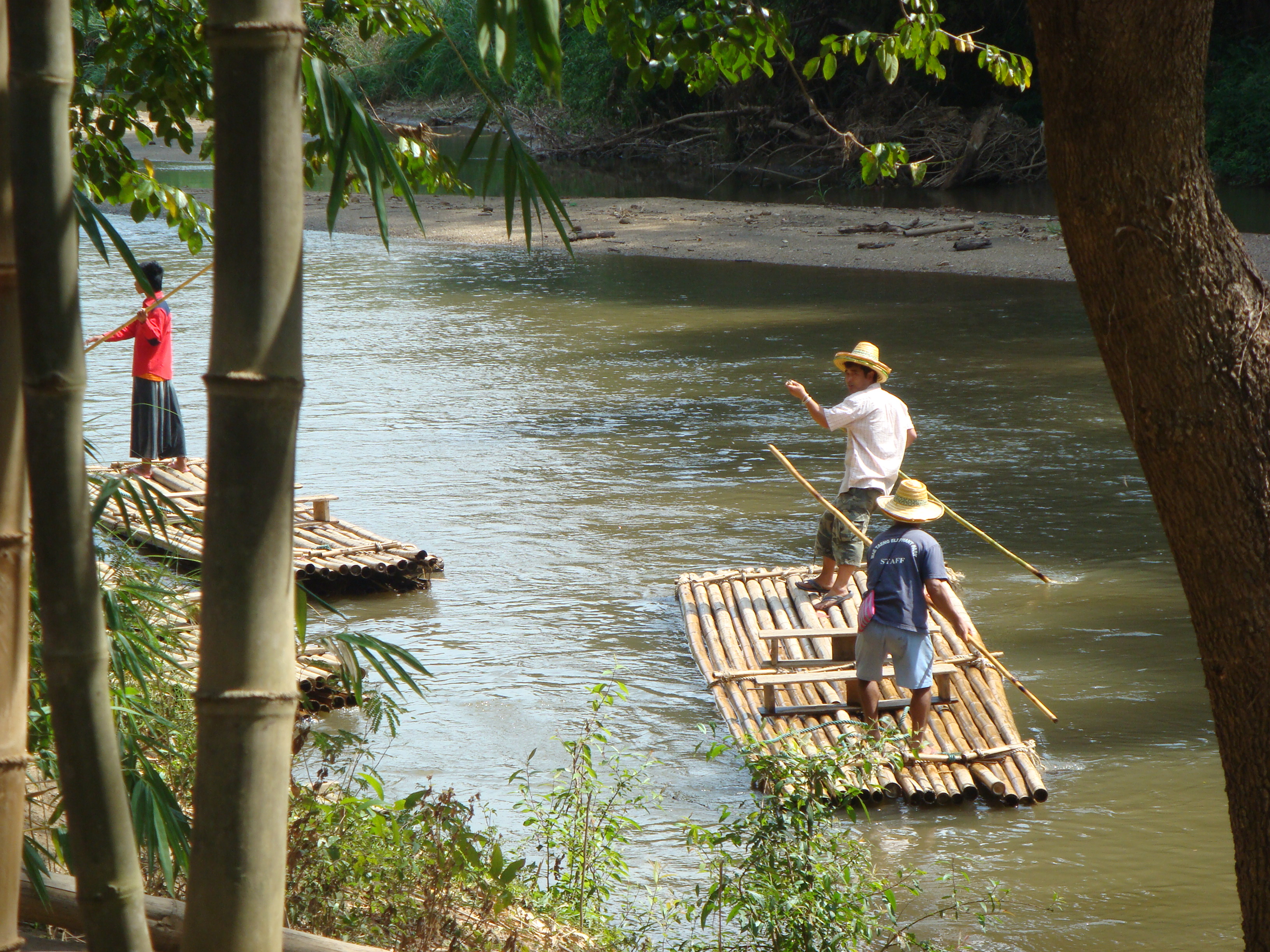
Rai modern de bambú. Comparable als rais prehistòrics.

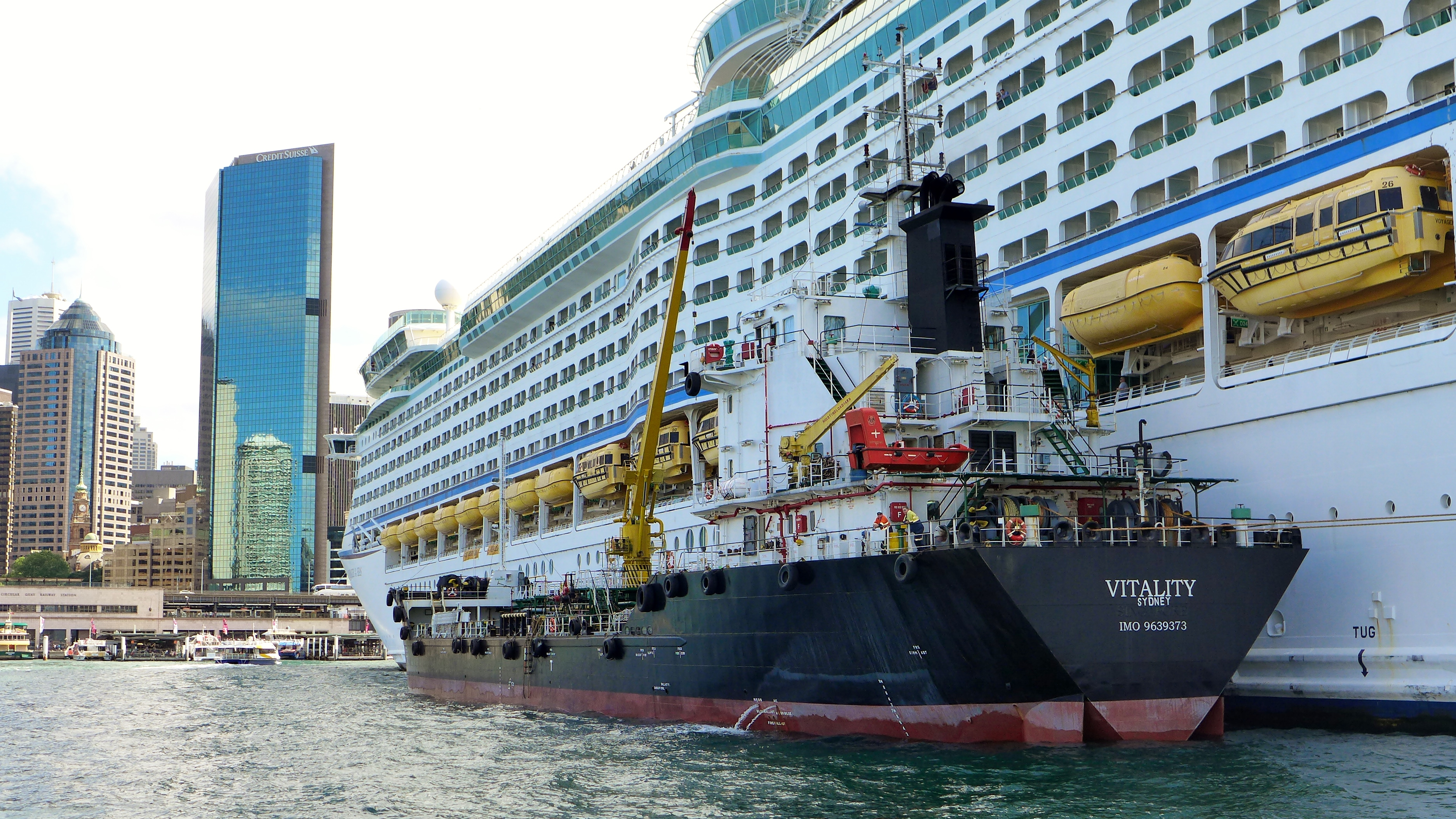
El creuer de passatgers Voyager of the Seas carregant combustible al Circular Quay de Sydney. En comparació, el petrolier Vitality sembla petit.

La construcció naval o construcció de vaixells fa referència a totes les activitats destinades a la fabricació d'embarcacions, des de les barques més petites fins a les naus de grans dimensions.
Des del punt de vista tècnic, la fabricació d'un vaixell pot analitzar-se segons tres apartats:
- fabricació del buc
- sistema de propulsió
- sistemes complementaris

La construcció moderna es basa en un projecte previ, amb plànols constructius i eventuals assajos.
Pel que fa a l'economia, la construcció naval pot estudiar-se com una activitat industrial (amb inversions, llocs de treball i beneficis) que incideix en molts altres sectors.

## Història
La història de la construcció naval és una part de la història dels vaixells. Hi ha vaixells mercants, de guerra i d'esbarjo que són protagonistes de moltes activitats humanes.

## Tipus de vaixells antics
La construcció d'una embarcació depèn de molts factors. Els més importants són dos: el tipus d'embarcació i ells materials emprats. A partir d'una llista de diverses embarcacions es resumiran a continuació els materials, les tècniques de construcció del buc i els sistemes de propulsió.

### Rais

#### Rais primitius

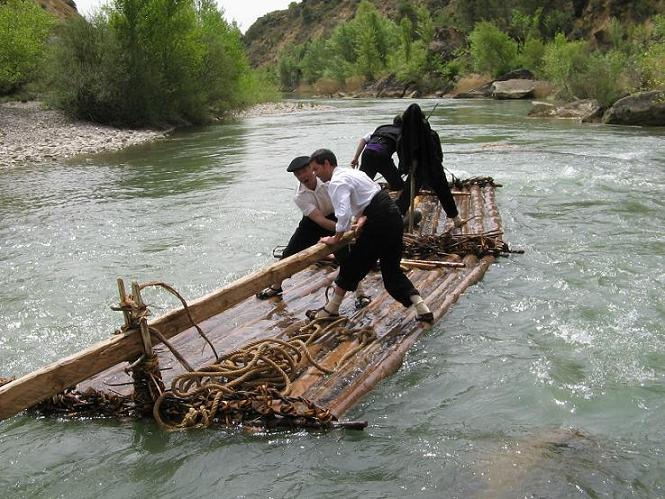
Rai pel riu Gállego

Els rais primitius degueren ser molt semblants als actuals, encara construïts per diversos grups humans. Un rai està format per alguns elements de flotació (canyes, tiges de plantes aquàtiques, joncs, troncs d'arbre…) units formant una plataforma que sura sobre l'aigua.
- El material de partida depèn de les existències locals.
  - Canyes: canyes comunes, bambús, totora, papir, ...
  - Troncs d'arbre: són preferibles els arbres amb fusta de baixa densitat i que creixin prop de la riba d'un riu o d'un llac, o de la costa del mar.
- Sistema d'unió.
  - Generalment a base de cordes de fibres vegetals, escorça flexible, lianes,...

#### Rais moderns
A més dels rais petits emprats per algunes tribus o exploradors, hi ha rais més grans usats en el transport de fusta.
- A base de rais i de raiers molta fusta del boscos dels Pirineus baixava per diversos rius fins a parar al riu Ebre. Tortosa fou un important centre de recepció i distribució de fusta.

### Canoes monòxiles

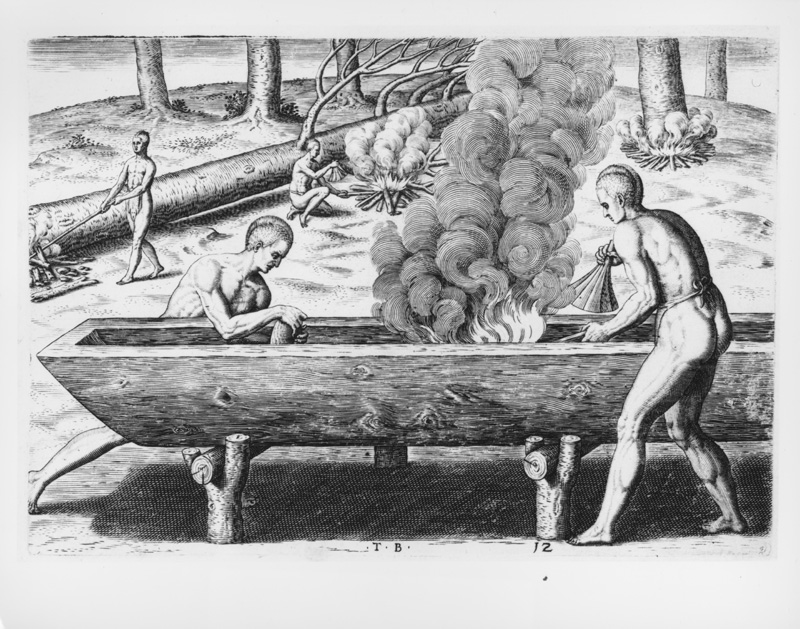
Buidant una canoa monòxila amb foc i rascant amb petxines. Gravat de 1550.

Les canoes monòxiles o caiucs es consideren les embarcacions més antigues usades pels humans. I segueixen sent fabricades actualment.
El concepte és molt senzill: el buc està format per un tronc d'arbre buidat a manera de caixa o bressol.
- Materials.
  - Troncs d'arbres propers a les ribes o a les costes.
- Propulsió.
  - Rems
  - Perxes
  - Vela
  - Motor

#### Literatura
L'obra Robinson Crusoe esmenta algunes canoes fetes a partir d'un tronc d'arbre.

### Coracles
425 aC. Heròdot escrigué sobre els coracles dels armenis, amb estructura de salze i folrats de pells. Carregats de palla, els més petits portaven un ruc i un tripulant. I baixaven pel riu fins a Babilònia. Segons Heròdot, a Babilònia hi arribaven coracles que podien carregar 5000 talents (unes 150 tones).

### Bots

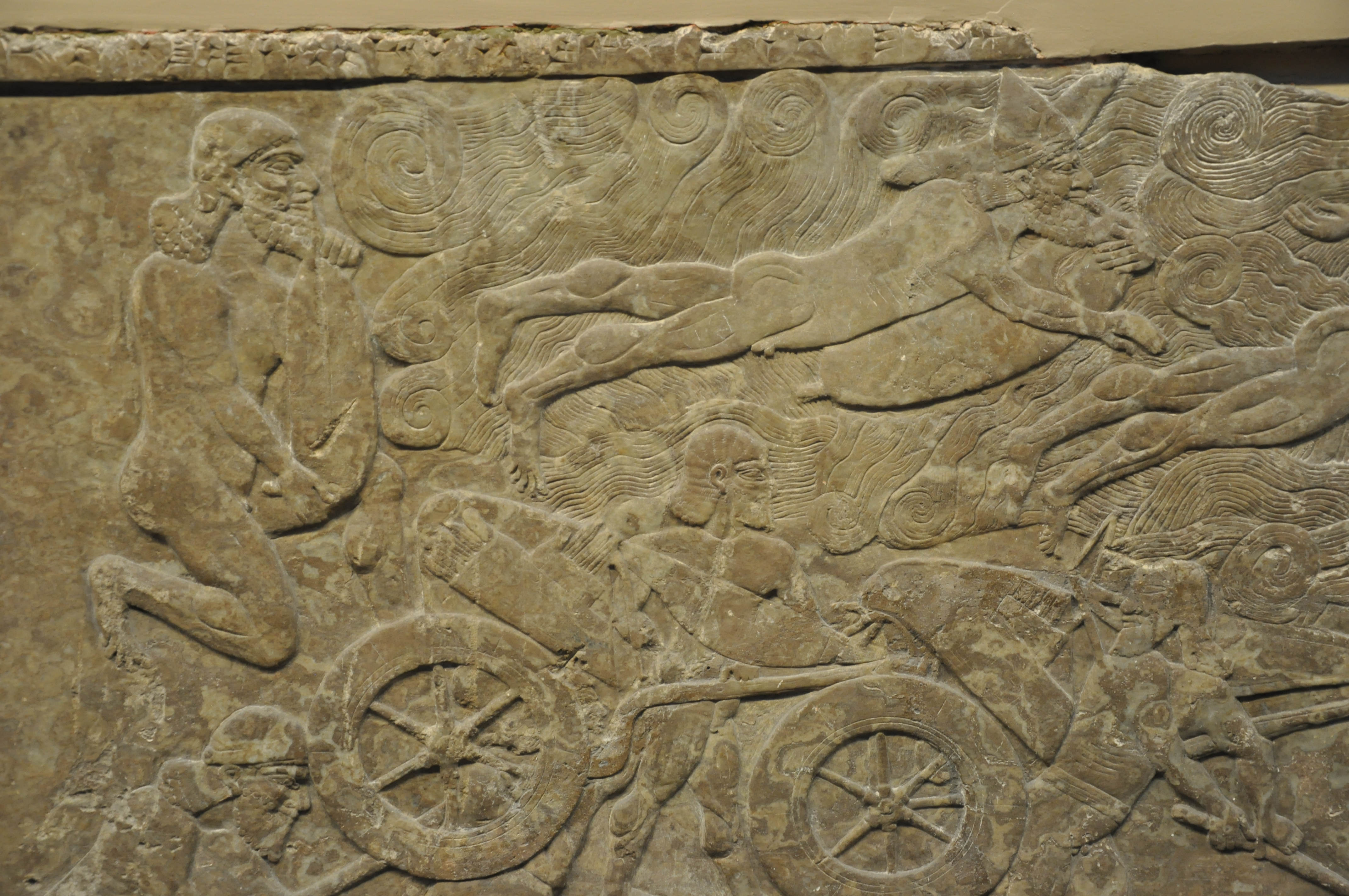
Soldat travessant un riu ajudat per un bot de pell. Detall d'un baix relleu assiri del palau nord-oest de Nimrud.

Els odres inflats o parcialment plens de palla foren embarcacions documentades des de temps remots.
- Materials.
  - L'exemple més típic és el del bot fer a partir de la pell gairebé sencera d'un mamífer (cabra, bou, búfal, iac…). amb els únics talls del coll o de les extremitats.
- Propulsió
  - "Remant" amb les mans en odres individuals
  - Remant amb pagaies en els rais formats per una plataforma amb diversos odres.
- Ús dels odres o bots de pell per a travessar rius.[5][6][7][8]

### Barques de canyes

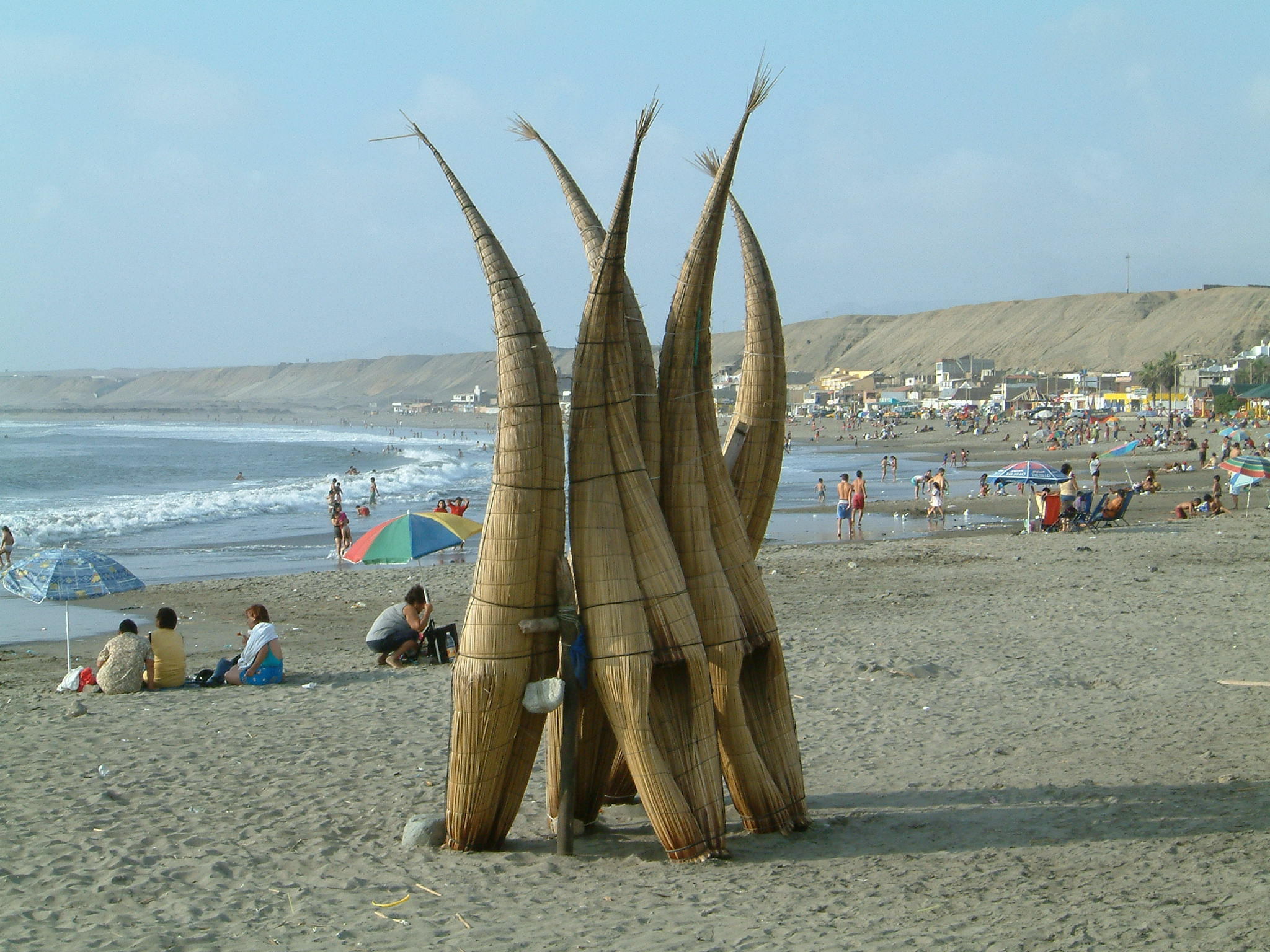
Barques de totora a Huanchaco (Perú).

Les barques de canyes, de papirs, de boga, de vímet o de materials similars foren l'evolució natural dels rais primitius. Sovint el sistema d'unió dels elements flotants consistia en tires del mateix material.
- Hi ha documentada l'existència de barques de canyes relativament grans a Egipte, Sumer, Assíria i altres civilitzacions antigues.[9]
  - Aquesta mena de barques anava protegida per un capa de betum (o de betum barrejat amb argila).[10][11]
  - Algunes barques de canyes disposaven de branques de fusta usades com a reforç
  - Hi ha una obra de Gaston Maspero, amb il·lustracions interessants, que resumeix els aspectes dels vaixells d'Egipte i Assíria.[12][13]
- Un exemple molt antic i encara usat actualment són les barques de totora, al Perú.[14]

### Primers bucs de peces de fusta unides
Les barques d'un tronc de fusta buidat eren de grandària limitada per les dimensions de l'arbre de partida. La possibilitat de construir bucs mitjançant peces de fusta unides va permetre bastiments de dimensions més grans. Més llargs i, principalment, més amples.
Els antics egipcis, els fenicis, els assiris i altres civilitzacions coneixien algunes tècniques d'unió (i de disseny general) que feien possible la construcció de vaixells relativament grans.

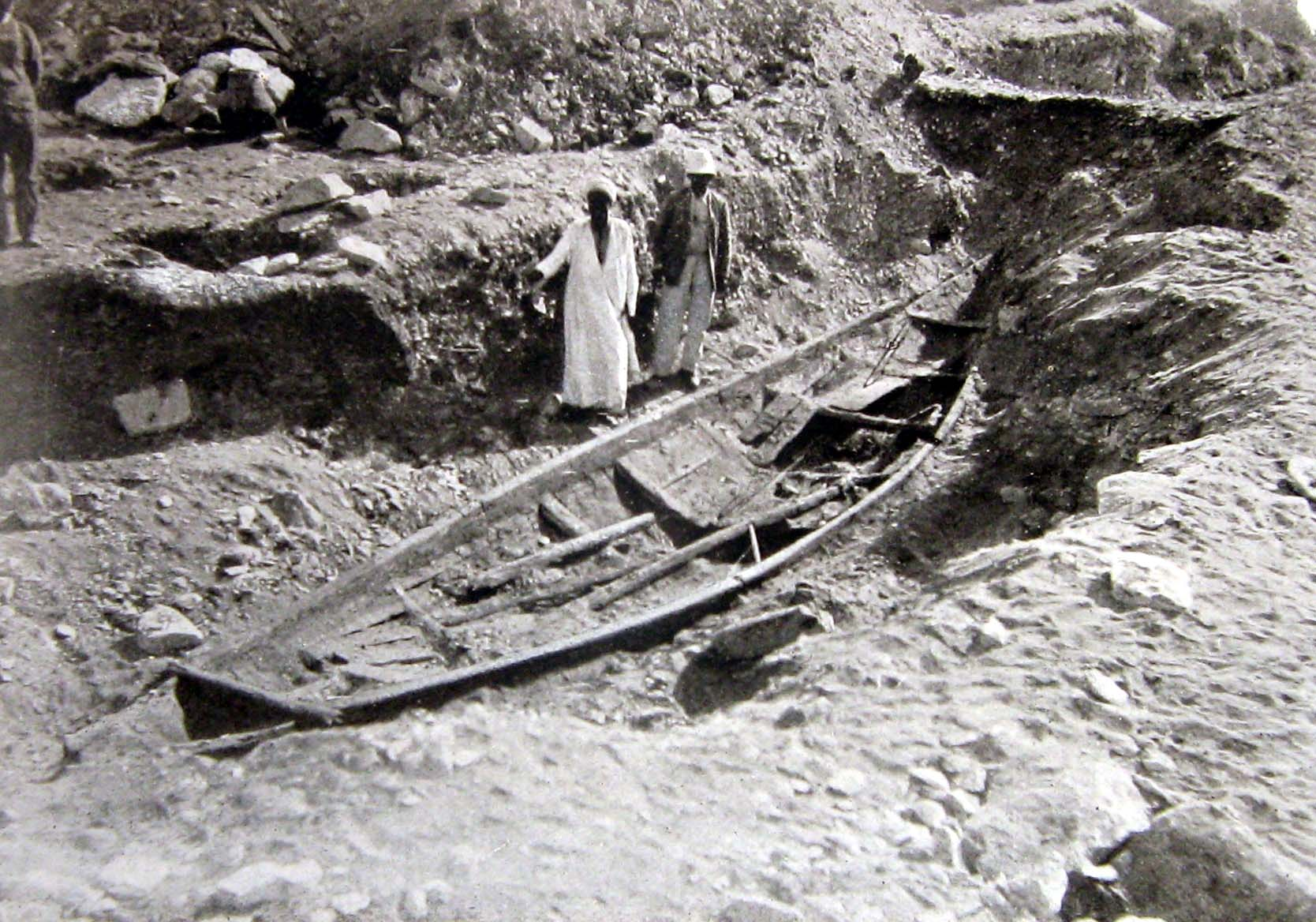
Barca solar de Senusret III, trobada a Dhashur el 1894.
Unió de caixa i metxa
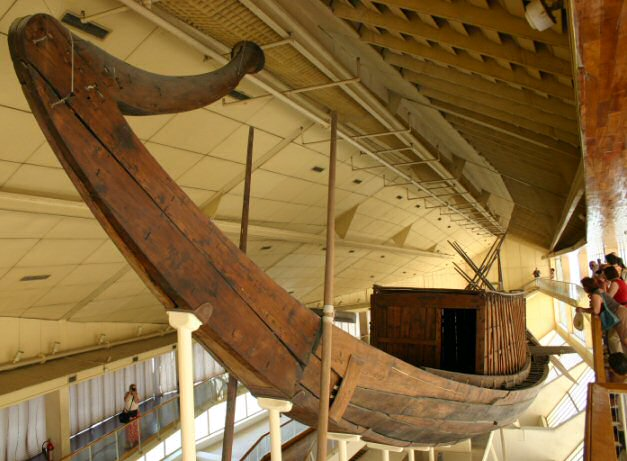
Barca solar de Kheops
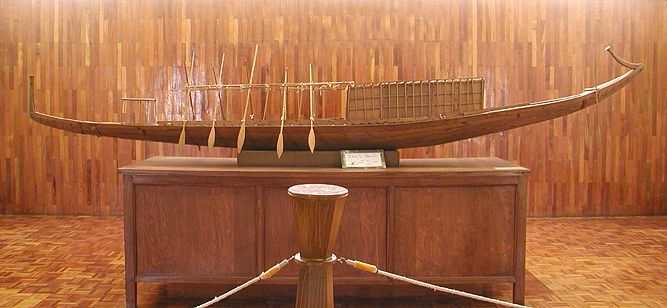
Maqueta de la barca solar de Kheops

#### Planxes encadellades sense fiador i cosides

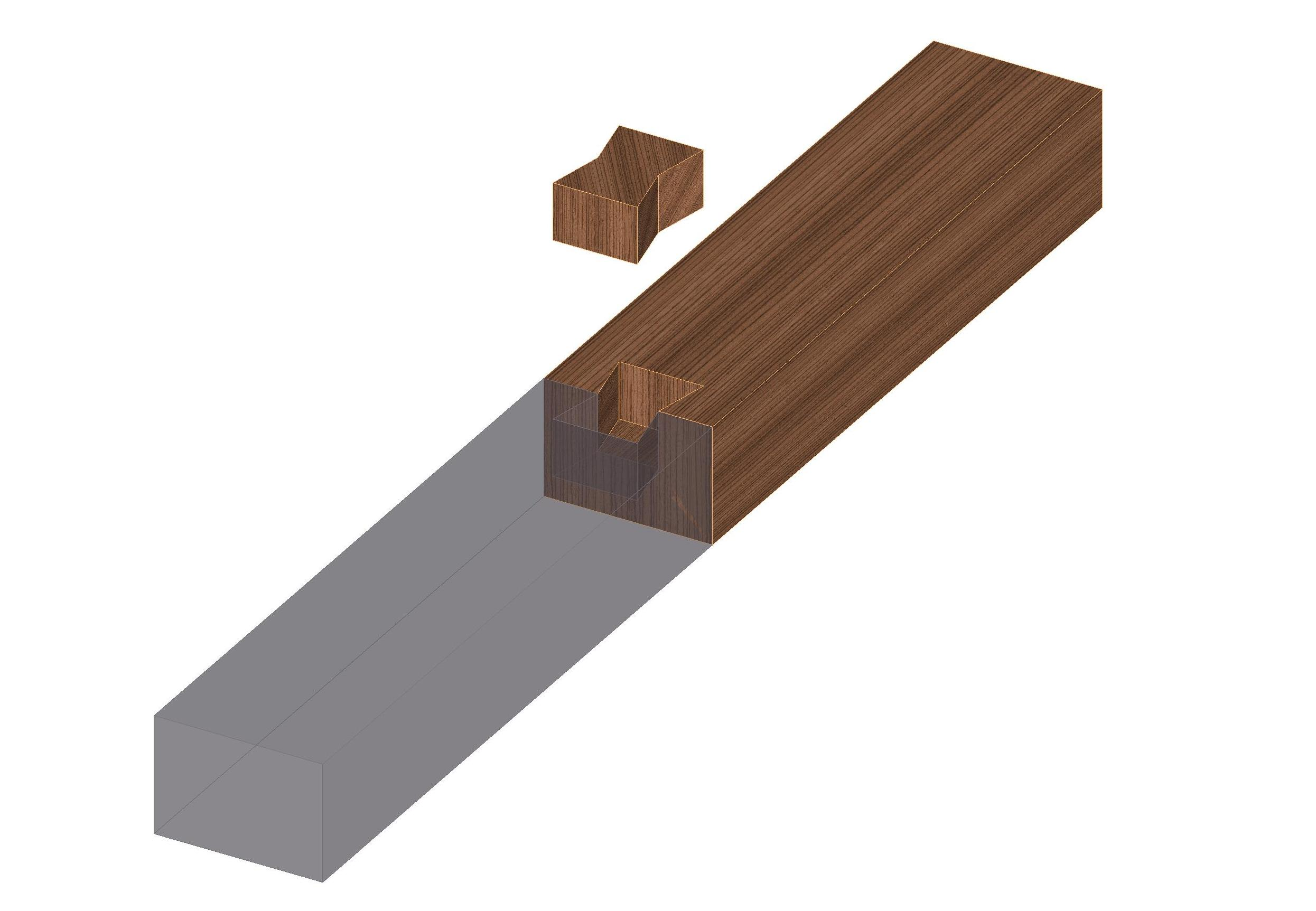
Unió de peces de fusta amb una cua d'oreneta postissa.

Un dels sistemes de construcció més antics basat en peces de fusta unides emprava conjuntament dues tècniques d'unió:
- les planxes s'unien al llarg mitjançant un encadellat de metxa i caixa (un dels taulons tenia una metxa de secció rectangular, tallada a partir del mateix tauló; aquesta metxa encaixava el cap de l'altre tauló, que disposava d'una caixa femella tallada rebaixant el tauló corresponent)
- dues tires llargues, formades segons els sistema anterior, es podien cosir fent passants cordes de fibra vegetal per forats prèviament practicats en els costats a unir de cada tira.

Tot el buc es podia construir a partir de diverses tires cosides entre sí. Calia calafatar amb betum totes les fissures. També calia assegurar la resistència del conjunt amb reforços interiors i amb cordes que limitessin els desplaçaments longitudinals.
- Els forats es practicaven en la part interior de cada tauló amb forma de ve baixa (exteriorment apareixien dos forats que es trobaven, deixant un passatge amb forma de ve baixa). Per cada filera de forats alineats en sentit transversal, la corda d'unió entrava en un forat prop de la vora del tauló, passava per l'espai buit, sortia a l'exterior (en la part interna del buc), passava per l'interior del forat practicat a l'altre caire del tauló i sortia per anar a trobar els dos forats del tauló veí.
  - Dos taulons veins es fixaven amb una corda que els «cosia». La corda passava pels forats descrits i quedava completament a l'interior del buc.
- Alguns exemples d'aquesta mena de construcció són les barques solars egípcies. Un dels avantatges del sistema és que proporciona bucs desmuntables amb relativa facilitat.
  - Barques d'Abidos
  - Barca solar de Kheops.[16][17]
  - Barques sagrades egípcies.[18]

En troballes arqueològiques de barques egípcies s'han trobat unions a base de cues d'oreneta postisses (per l'interior del folre). Alguns experts opinen que es tracta de reparacions posteriors a la construcció original dels vaixells.

### Encadellats fenicis

Encadellats fenicis ("coagmenta punicana" en llatí).

El derelicte d'Uluburun, a més de ser el més antic, és un exemple d'aquesta manera de construcció.

#### Descripció d'un cas simple
Una manera d'unir dues peces de fusta de secció rectangular per dues cares contigües, és tallar dos forats rectangulars (anomenats caixes) de la mateixa profunditat i introduir una peça de fusta rectangular que encaixi ben ajustada als forats esmentats. Un cop les peces de fusta estiguin unides, cal assegurar la unió foradant els dos extrems i fent passar una clavilla de fusta ajustada en cadascun dels darrers forats esmentats. (Vegeu imatge)

#### Descripció d'un cas general
Dos taulons del folre del buc d'un vaixell poden unir-se en les cares de contacte mitjançant diversos encadellats simples com el descrit en el paràgraf anterior. Reiterant el procés és possible unir tots els taulons del folre entre si, formant una sola peça i amb una certa resistència estructural.
Aquesta mena d'unions foren anomenades pels antics romans com coagmenta punicana ('encadellats fenicis'). Durant segles foren el sistema predominant de construcció de vaixells de dimensions importants.
- La unió dels caps dels taulons en sentit longitudinal podia fer-se de diverses maneres.

#### Sistema del folre primer
Amb algunes variants, l'anomenat sistema de construcció amb folre primer, consistia en construir el folre del vaixell directament, sense la construcció prèvia de cap reforç intern.

### Naus de guerra i naus mercants
El sistema de construcció de folre primer, basat en els encadellats fenicis i complementat per un reforç de cordes per a resistir els esforços longitudinals, permeté la construcció de naus relativament grans a partir de peces de fusta de dimensions limitades. Fenicis, cartaginesos, grecs i romans (i alguns altres) disposaren de vaixells de guerra i de naus mercants relativament semblants.
Un resum simplificat d'aquest llarg període es pot presentar a partir del trirrem grec i de la navis oneraria romana.

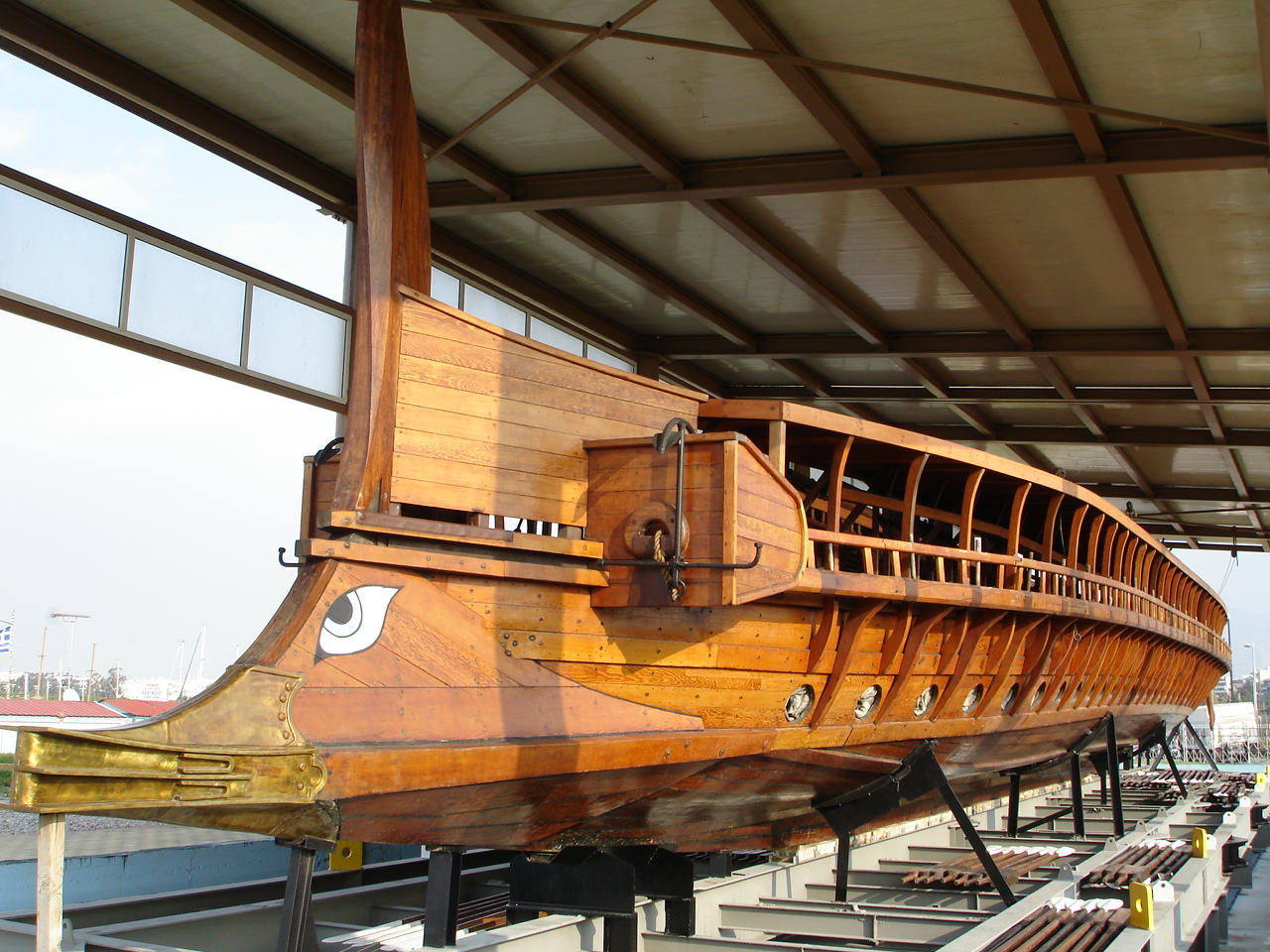
Olympias. Reconstrucció moderna d'una trieres grega
Disposició dels remers en un trirrem grec. Vegeu la parexeiresia, a manera de balcó que es projecta des de la coberta, i els angles dels rems.
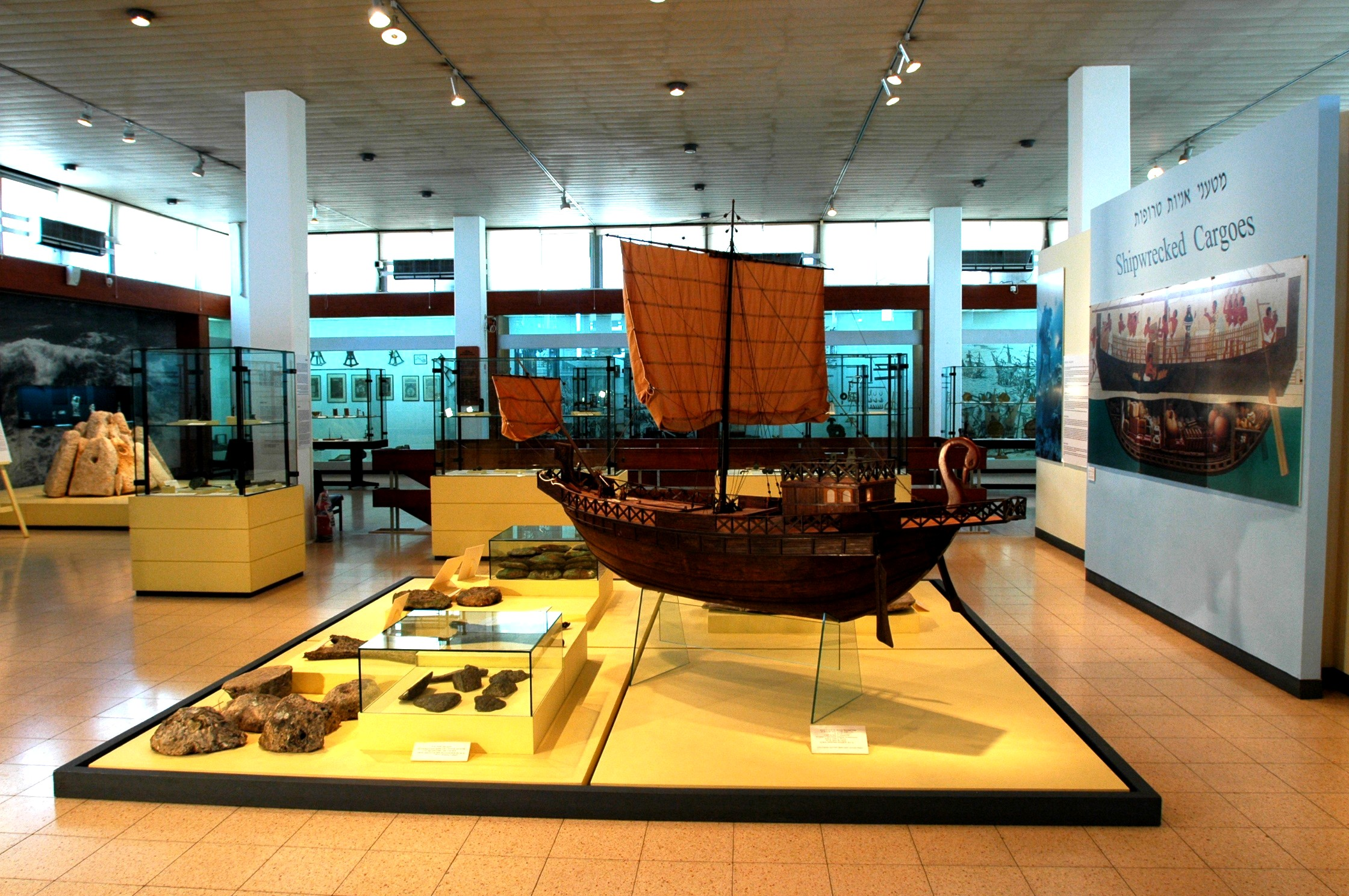
Model de nau romana de càrrega. Israeli National Maritime Museum, Haifa
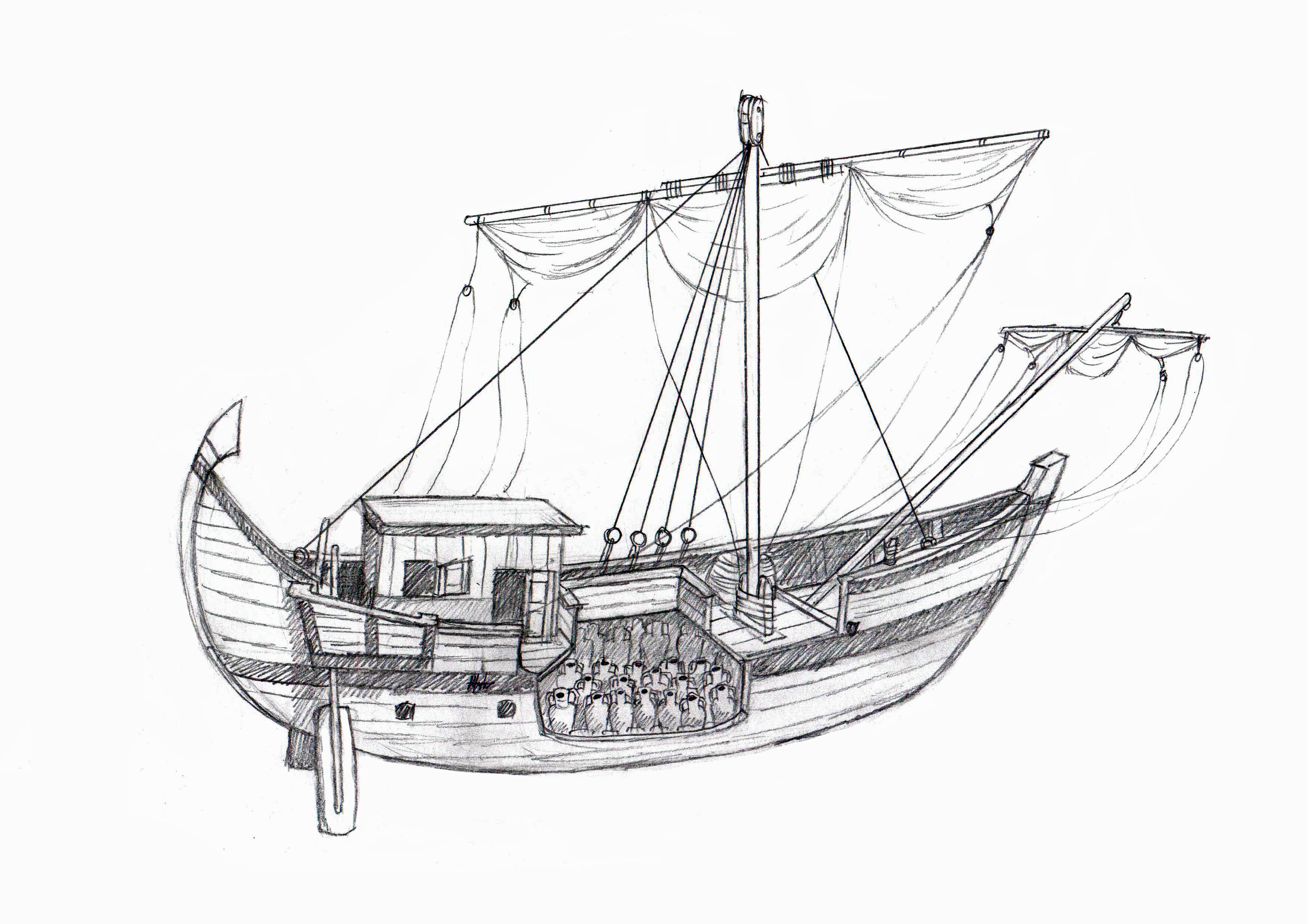
Croquis d'un vaixell mercant romà

### Exemples de vaixells concrets
- Pàralos, Salamínia
- Isis (vaixell)

## Vaixells medievals

Disposició de les llates «tinglades» (esquerra) i «juxtaposades» (dreta).

Les dues variants més importants de la construcció naval medieval fan referència a la construcció dels bucs. Atenent a l'aspecte quantitatiu hi ha dos sistemes predominants: bucs amb folre tinglat i bucs amb folre llis (format per planxes juxtaposades sobre una estructura de quadernes).

### Folre tinglat
Sense tenir en compte les excepcions, el folre tinglat s'usava a les costes del mar Bàltic i de l'oceà Atlàntic.

### Folre llis
El folre designat com a llis (en aquest article) resumeix el sistema típic de construcció de vaixells a l'àrea mediterrània. Primerament es construïa una estructura o esquelet (format per la quilla, la roda de proa, el codast i les quadernes) i es folrava amb planxes juxtaposades. Les planxes s'orientaven en sentit longitudinal i en posició horitzontal. La superfície exterior -a diferència del cas anterior de folre tinglat- presentava un aspecte llis.

### Distribució geogràfica
A grans trets, cap al segle xv la construcció tinglada predominava a l'Atlàntic fins a Lisboa. La construcció llisa s'emprava a tot el Mediterrani i arribava, continuant per l'Atlàntic, fins a Lisboa.

### Vaixells predominants
De manera semblant a les èpoques anteriors, els bastiments medievals poden classificar-se en tres grups:
- embarcacions menors, de pesca i cabotatge
- naus de guerra de vela i rems
  - galera
  - galiota
  - tarida
- naus de guerra i mercants propulsades a vela
  - coca
  - nau[22]
  - caravel·la

### Exemples concrets
- 1204. Nau pisana corsària amb 500 combatents.[23]
  - Anomenada Leopardo fou vençuda per la nau genovesa Carrocia.[24]
- 1205. Nau veneciana amb 900 homes armats.[25]
  - Dues naus venecianes.[26]
    - Il Falcone
    - La Rosa.
- Pere el Gran encarrega a Ramon Marquet la pintura de barques i galeres, en diversos colors.[27]

| «                                                       | Petrus Dei gratia, Rex Aragonum, fideli suo Raymundo Marcheti salutem et gratiam : Manam vos que fasats pintar les Galees et les Barches de les Galees so es á saber; les dues Galees blanques et dues bermeles, et dues grogues, et dues berts, et dues blaves, et dues seyal de Barchelona, e puys sobre tot lo pint aya Escuts Reyals en cascuna Galea et Barca. En cara manam que la Nau que fo den Vilar et una Barcha de Sanert que hom hi fassa sien pintes á senyal Reyal... | » |
| — Marina Espanola de la Edad Media. F. Javier de Salas. | |   |

- 1313. Coca Sant Climent
- 1417. Nau corsària catalana de 900 bótes i 500 homes.[28][29][30][31]
- 1435. A la batalla naval de Ponça (1435) algunes naus tingueren un paper important.[32]
  - Segons alguns cronistes italians, el rei Alfons el Magnànim anava en una nau molt grossa anomenada la Magnana o Campo Retondo. Probablement es tracta de la gran nau esmentada per Melcior Miralles l'any 1419, propietat de Campredó.[33]
- 1458. Segons la crònica del francès Enguerrand de Monstrelet, el Magnànim tenia una nau molt gran. La nau va embarrancar i es destruí just a la mort del rei.[34]
- 1490-97. Negrona, nau genovesa de 4000 bótes.[35]

### Drassanes medievals i mètodes de construcció
Moltes ciutats medievals disposaven de drassanes estables per a construir vaixells amb regularitat. Són famosos els casos de Venècia, Ragusa, Pisa, Gènova, ... A les nostres costes: Mallorca, València, Tortosa, Barcelona,...
- En certes ciutats els vaixells podien construir-se sota teulada.
- Calia assegurar el subministrament de fustes adequades, la producció de cordes (de cànem), de veles (de canemàs o cotonia), de rems, de pega per a calafatat,...
- Calia disposar d'una munió d'artesans qualificats. Principalment de mestres d'aixa. Considerant tots els treballadors implicats calia comptar-ne uns quants milers per drassana.
- Només els millors mestres d'aixa podien dirigir la construcció d'una galera, una nau o altres tipus de vaixell. El sistema de construcció era secret, a partir de gàlibs i sistemes de traçat de tot el buc que passaven de pares a fills.

## La construcció naval entre els anys 1500 i 1800
Els trets a destacar d'aquest llarg període podrien ser molts. La tendència general fou la de construir vaixells més grans, més pesants i reforçats, amb capacitat de resistir l'artilleria (la pròpia i la de l'enemic) i els llargs viatges oceànics.

### Marina de guerra

#### Vaixells de vela i rems
- Galera. Més reforçada que la galera medieval. Amb artillería de pólvora. Remers a la galotxa.
  - La Réale (1694). Galera francesa.
- Galiassa
- Bergantí
  - Els bergantins antics eren més petits que les galiotes
- Fragata
  - Les fragates antigues eren més petites que els bergantins antics.

#### Vaixells de vela
- Caravel·la
- nau
- Carraca
- Galió
- Navili de línia
- Bergantí
  - Els bergantins de vela es definien a partir del seu aparell (dos arbres de tres peces amb veles caires). Passaren a designar vaixells més petits que les fragates de vela.
- Fragata
  - Les fragates de vela es definien pel seu aparell (tres arbres de tres peces, amb veles caires)

### Marina mercant
A partir del segle xvi una part significativa del comerç amb vaixells mercants es basava en les importacions i exportacions dels diversos imperis amb les seves colònies americanes, africanes, de la costa índica o del Pacífic.

#### Imperi portuguès
Els portuguesos empraren caravel·les, galions i carraques (naos de carreira da Índia). Les carraques de Portugal eren de grans dimensions.
- Copiant les tècniques orientals, les naus portugueses transportaven l'aigua potable en tancs formant cos amb el vaixell.

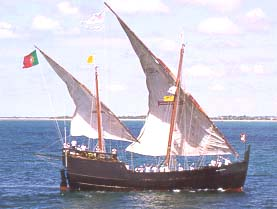
Caravel·la llatina Boa Esperança
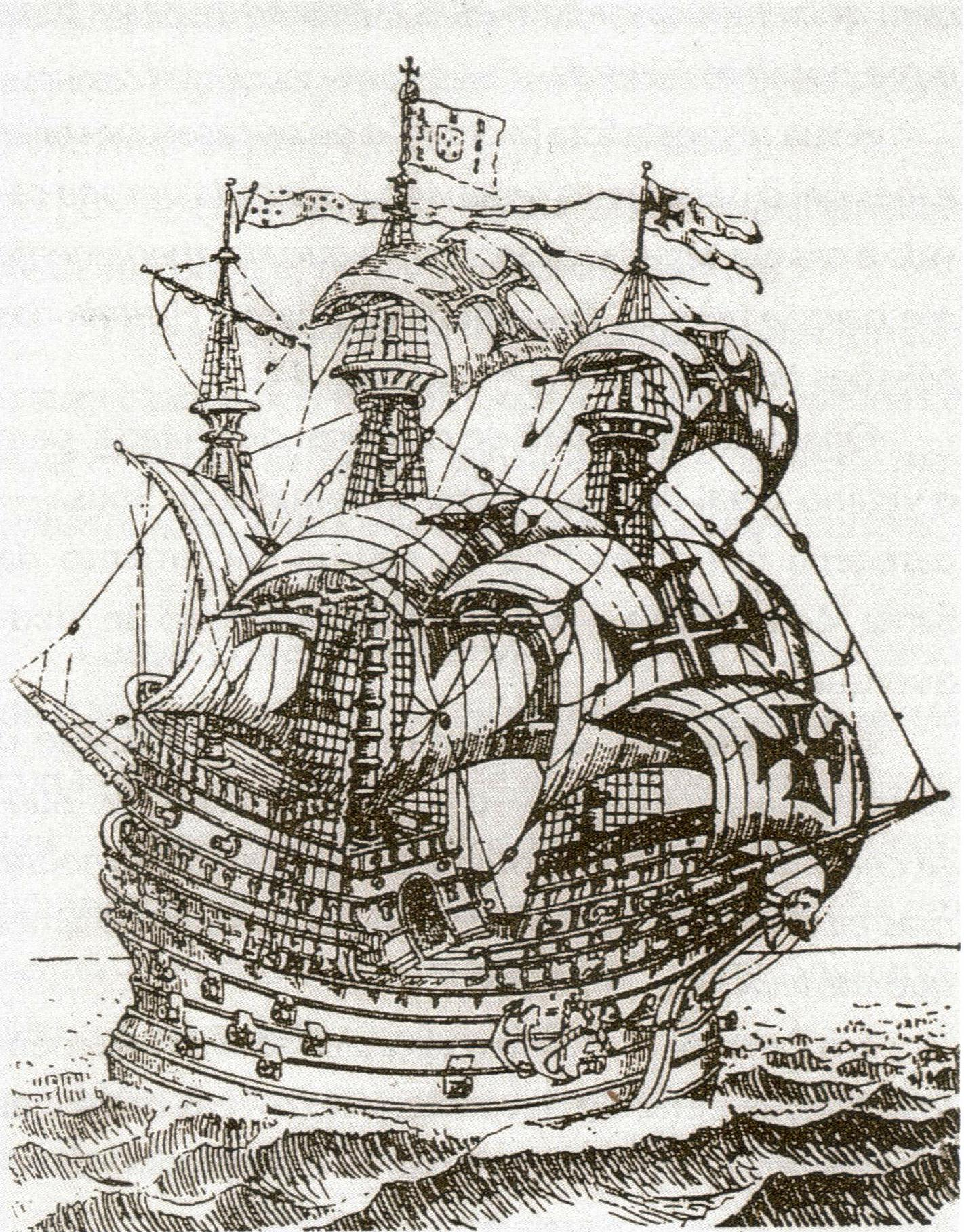
Galió Frol de la mar
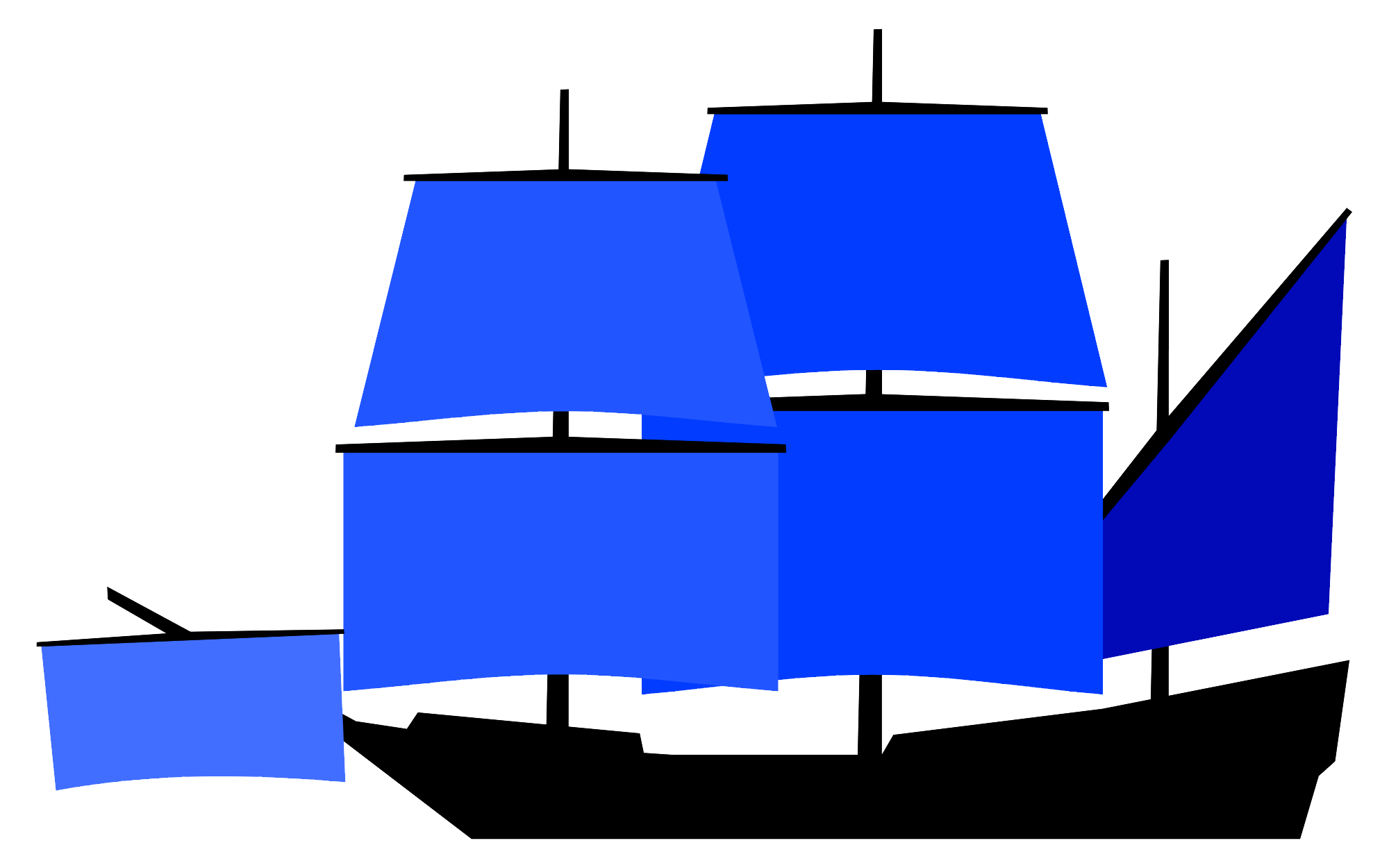
Aparell d'un vaixells de tres arbres del segle XVI
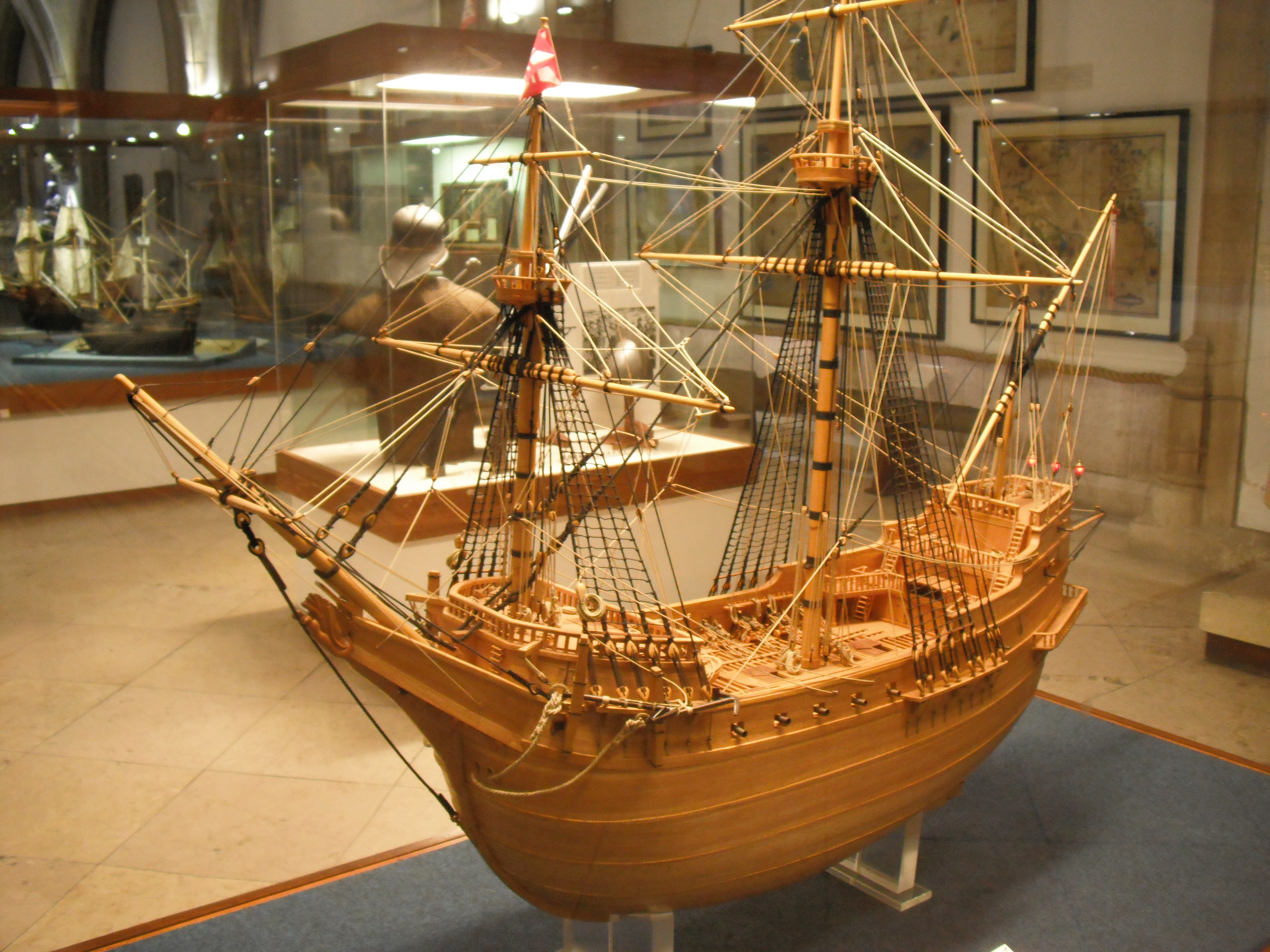
Carraca Madre de Deus

#### Imperi espanyol
Durant molts anys el vaixell típic de comerç fou el galió. Des del 1624 hi havia lleis que determinaven les mesures de construcció dels vaixells de l'anomenada Carrera de Indias.

#### Imperi holandès
El comerç ultramarí neerlandès es basava en el filibot.

#### Ragusa
Proporcionalment a la superfície del territori i a la població, la república de Ragusa (actual Dubrovnik) fou una potencia naval molt important. Els vaixells mercants de Ragusa eren de grans dimensions. A vegades eren galions amb aparell llatí. Comerciaven per tot el Mediterrani, amb el mar del Nord i l'Amèrica espanyola.
- Shakespeare esmentava una nau mercant de Ragusa, destacant les seves grans dimensions, amb el teme "argosy".[38]

## Turquia
El segle xvi va consolidar l'imperi turc com a gran potència en la construcció naval. La derrota a la Batalla de Lepant, amb nombroses pèrdues de vaixells de guerra, no va minvar la seva capacitat de construir bastiments.

### Exemples de vaixells
- 1501. La Charente.[40]
- 1507. La nau musulmana Mogarbina (probablement amb el sentit de Magribina) fou capturada pels cavallers hospitalers de Rodes i rebatejada Santa Maria.[41][42]
- 1511. Great Michael (Escòcia).[43]
- 1514. Henry Grace à Dieu
- 1527. La Grande Françoise.[44][45]
- 1568. Galera Reial de Joan d'Àustria
- 1588. Naufragi de la nau Juliana a les costes d'Irlanda. Es tractava d'una nau mercant de Mataró que fou requisada a Lisboa per a integrar-se en l'Armada Invencible. Els propietaris mai no foren indemnitzats.[46][47][48]
- 1589. Madre de Deus. Gran nau o carraca portuguesa avarada a Lisboa.
- 1627. Vasa (vaixell)
- 1694. Galera francesa La Réale
- 1765. HMS Victory

## La cursa per la velocitat

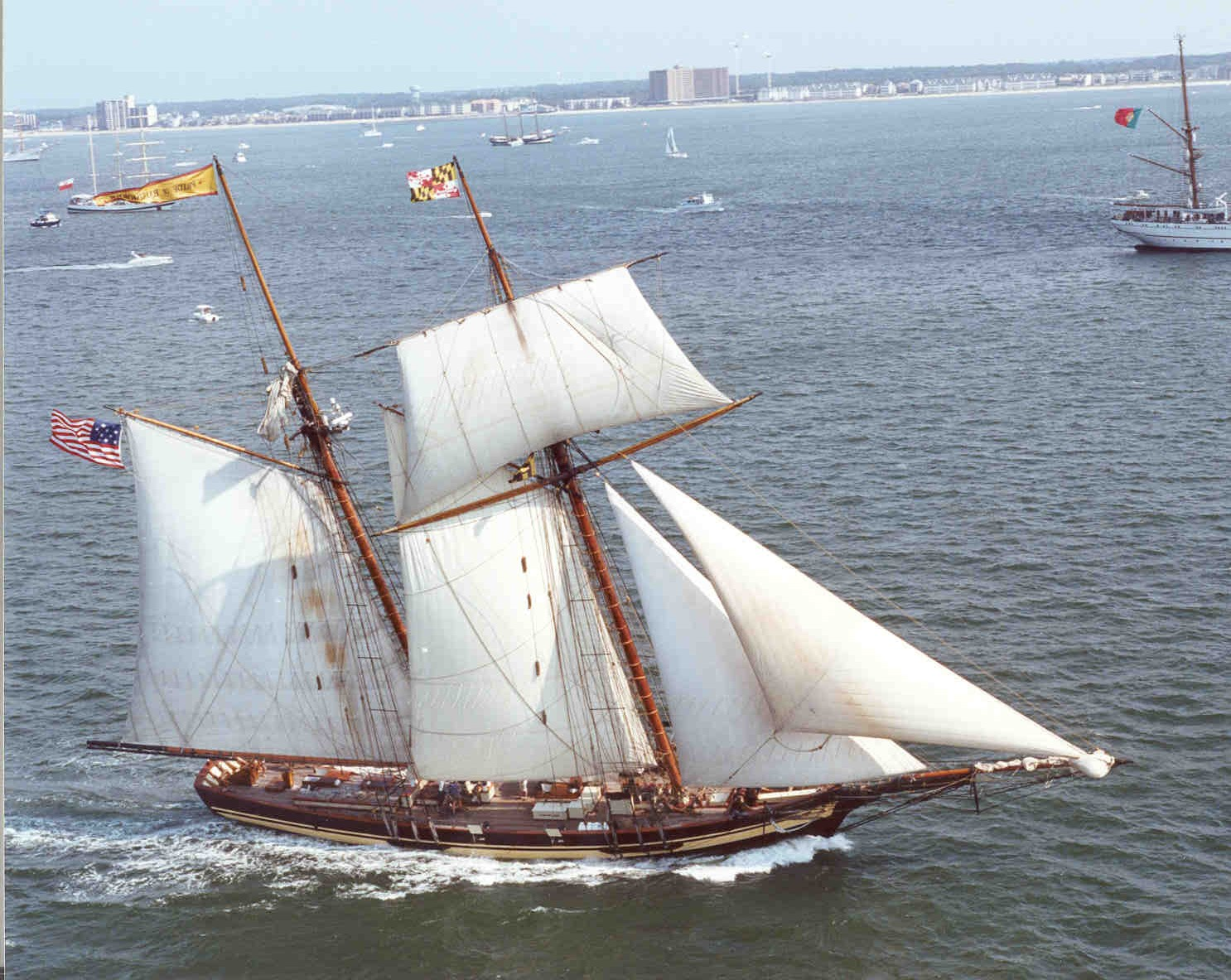
Pride of Baltimore II. Reproducció d'un famós vaixell corsari.

La velocitat dels vaixells propulsats a vela sempre havia estat considerada important, però mai no s'havia procurat cercar-la per tots els mitjans possibles. Un veler resultava veloç gairebé per casualitat, però els mestres d'aixa no sabien construir-ne un altre de semblant. La Guerra anglo-americana de 1812-1815 fou el detonant que encetà una veritable cursa en cerca de la velocitat. Els vaixells corsaris americans, sovint amb armadors i capitans francesos, demostraren que un vaixell ràpid podia capturar moltes preses i recuperar el capital invertit de manera ràpida.

### Els clípers
Els primers clípers eren de fusta amb l'obra viva folrada de planxa de coure o de metall Muntz. Alguns clípers famosos es construïren amb el sistema compost (quadernes de ferro forjat industrial, quilla i rodes de fusta, i folre de fusta. En pocs anys tot el buc fou de planxa d'acer. I fins i tot els mascles dels arbres es fabricaren de ferro forjat en forma tubular.

## Construcció de vaixells metàl·lics

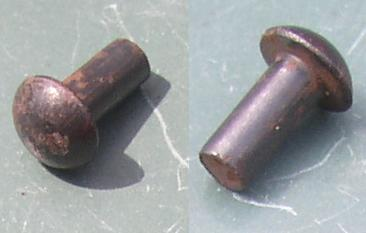
Reblons massissos

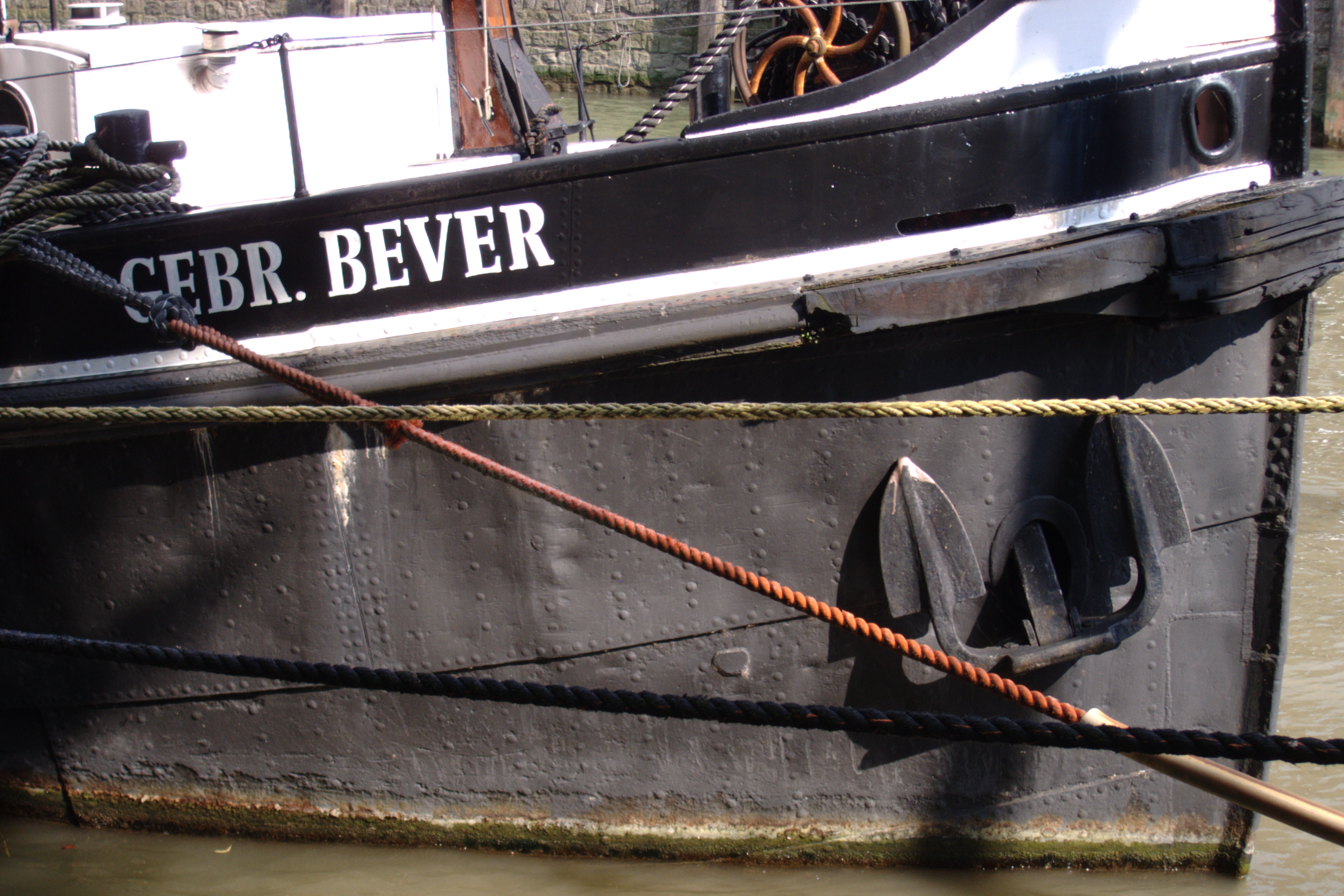
Buc de construcció reblada. Amb reblons visibles, projectant els caps reblats cap a l'exterior.

La primera embarcació amb el buc completament de ferro fou la gavarra Vulcan, el 1819.
 Les planxes, de ferro forjat industrial (wrought iron en anglès), foren forjades manualment. Encara no existien les màquines laminadores.
Pel que fa als vaixells de guerra, la fragata de fusta francesa Gloire fou cuirassada amb una banda de ferro forjat de 121 mm de gruix (any 1859). El primer vaixell cuirassat de ferro, avarat l'any 1861, fou el vaixell anglès HMS Warrior amb un buc de 114 mm de gruix.

### Construcció reblada
Les primeres unions fixes de peces metàl·liques empraren unions reblades. Els reblons poden disposar-se de diverses maneres, en fred o en calent.
- El cas més senzill és el de dues planxes i un únic rebló. Cada planxa està foradada i els forats en posició coincident. Cal introduir el rebló en els forats fins que el cap amb l'expansió gairebé semiesfèrica quedi ben pressionat contra una de les planxes. L'únic que cal és reblar la part cilíndrica del rebló que sobresurt per l'altre costat. Un cop reblat el rebló, el cap que abans era cilíndric queda de la mateixa forma que l'altre cap, empresonant les dues planxes a unir.
- En el reblat en fred, cada rebló actua proporcionant un tancament de forma, sense provocar forces addicionals sobre les peces unides.

#### Reblament en calent
En les primeres èpoques de reblament manual, calien dos operaris. El rebló es posicionava en calent (al roig cirera-blanc) i s'introduïa en els forats. L'operari que feia aquesta operació sostenia fermament un contra-punxó per a permetre el reblat per l'altra banda. Des de l'altra banda, el segon operari martellejava per a deformar l'extrem cilíndric que sobresortia de forma aproximada. Aquest segon cap es repicava amb un mall i una matriu o punxó perquè adoptés la forma regular definitiva arrodonida.
En els bucs de vaixells era freqüent interposar, entre les dues planxes a unir, un paper untat amb mini per tal d'assegurar l'estanquitat. En el reblament en calent, un cop s'han refredat el reblons, la contracció provoca unes forces de compressió entre les peces unides. La unió de les peces queda assegurada per les forces de fregament entre les superfícies en contacte.

### Construcció soldada
Amb alguns precedents des de la Primera Guerra Mundial (gavarra AC 1320; vaixell de 420 tones Fullagar, el 1920) el primer ús massiu de bucs soldats data de la Segona Guerra Mundial en els vaixells de transport del tipus Liberty. La construcció soldada era un 11% més econòmica que la construcció reblada i permetia un folre un 30% més lleuger.
En els inicis hi hagué problemes de ruptura fràgil que calgué resoldre.

## Construcció naval en l'actualitat

### Resum del procés
En la construcció naval moderna cada vaixell es construeix d'acord amb un projecte previ. En funció de les prestacions desitjades els enginyers-arquitectes navals determinen i calculen tots els detalls del futur bastiment.

#### Buc
El buc d'un vaixell tradicional (que navega parcialment submergit) ha de ser estanc, tenir una forma adequada (que minimitzi la resistència a l'avançament) i ha de ser estructuralment resistent als esforços previstos. També cal tenir en compte l'estabilitat en totes les condicions de servei. En l'actualitat l'Arquitectura naval és una tecnologia científica consolidada que permet el projecte de vaixells amb un nivell de garantia prou alt.
- Una de les fases típiques en projectes importants, és la fase de proves en un canal. Diversos models del buc, prèviament dissenyats per ordinador, se sotmeten a proves pràctiques que permeten comprovar el seu comportament en condicions reals (amb mar plana i amb ones).
  - Aquestes proves pràctiques es basen en el Teorema de Pi-Buckingham i en el Nombre de Froude.

#### Propulsió
El sistema de propulsió, generalment format per motors i hèlices (o unitats de reacció a base d'un raig d'aigua), és responsabilitat d'un enginyer naval.

#### Sistemes complementaris
Cada projecte inclou els detalls dels allotjaments, serveis generals, cambrots, bodegues de càrrega, dipòsits de reserva,...etc.
El sistema elèctric (generador, xarxa de distribució), sistema d'aigua potable, sistema d'aigües residuals i altres, també estan inclosos en el projecte general.

#### Plànols constructius
Un vaixell consta de moltes peces. Sovint, de molts milers de peces. Cada peça queda determinada per un plànol dibuixat prèviament.
- En peces de grans dimensions l'escala dels plànols ha de ser molt gran.
  - Des dels inicis de l'Arquitectura naval moderna, calia traçar plànols i peces a escala natural (1:1). Aquesta operació requeria sales de grans dimensions, anomenades sales de gàlibs.[62][63][64]
  - Des de la generalització dels sistemes CAD-CAM, hom pot prescindir del sistema de traçat anterior. Cada peça es pot tallar o mecanitzar directament a partir del seu plànol digital.

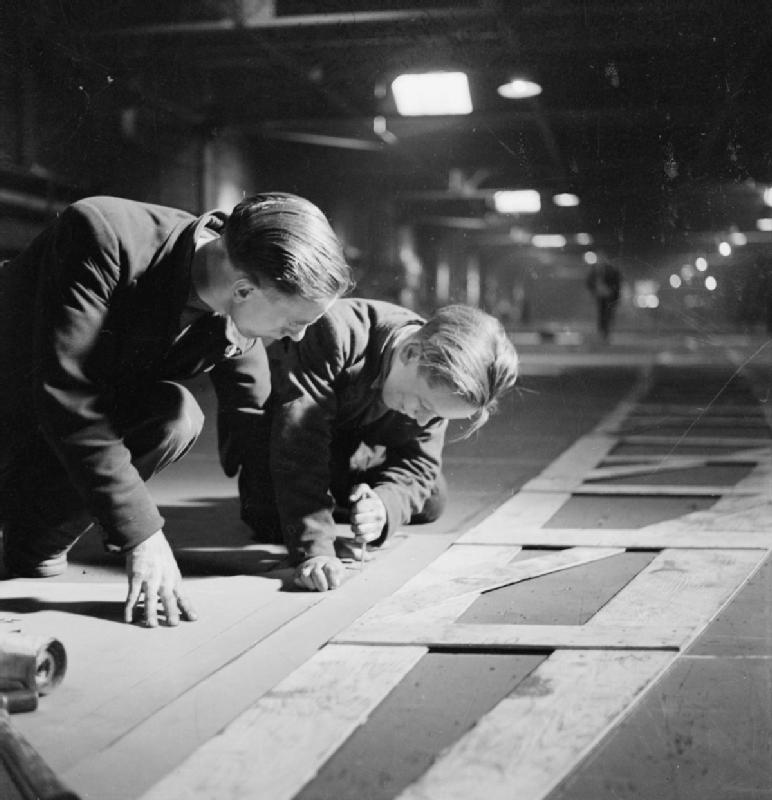
Sala de gàlibs a Tyneside Shipyards (1943)
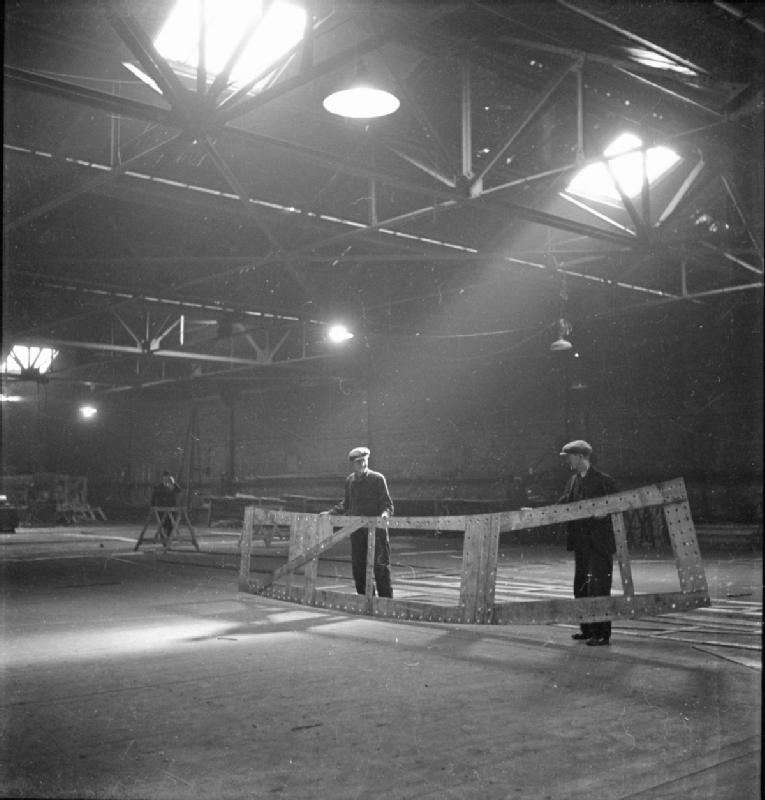
Sala de gàlibs a Tyneside Shipyards (1943)

### Grans drassanes
Les grans drassanes són les que permeten la construcció de vaixells de grans dimensions. Una classificació arbitrària, basada en l'eslora, podria definir una gran drassana a partir de la capacitat de construir vaixells de més de 200 metres de llarg. Altres consideracions són possibles.
- Cal recordar que hi ha una munió de vaixells de més de 300 metres d'eslora. I alguns de més de 400 metres.

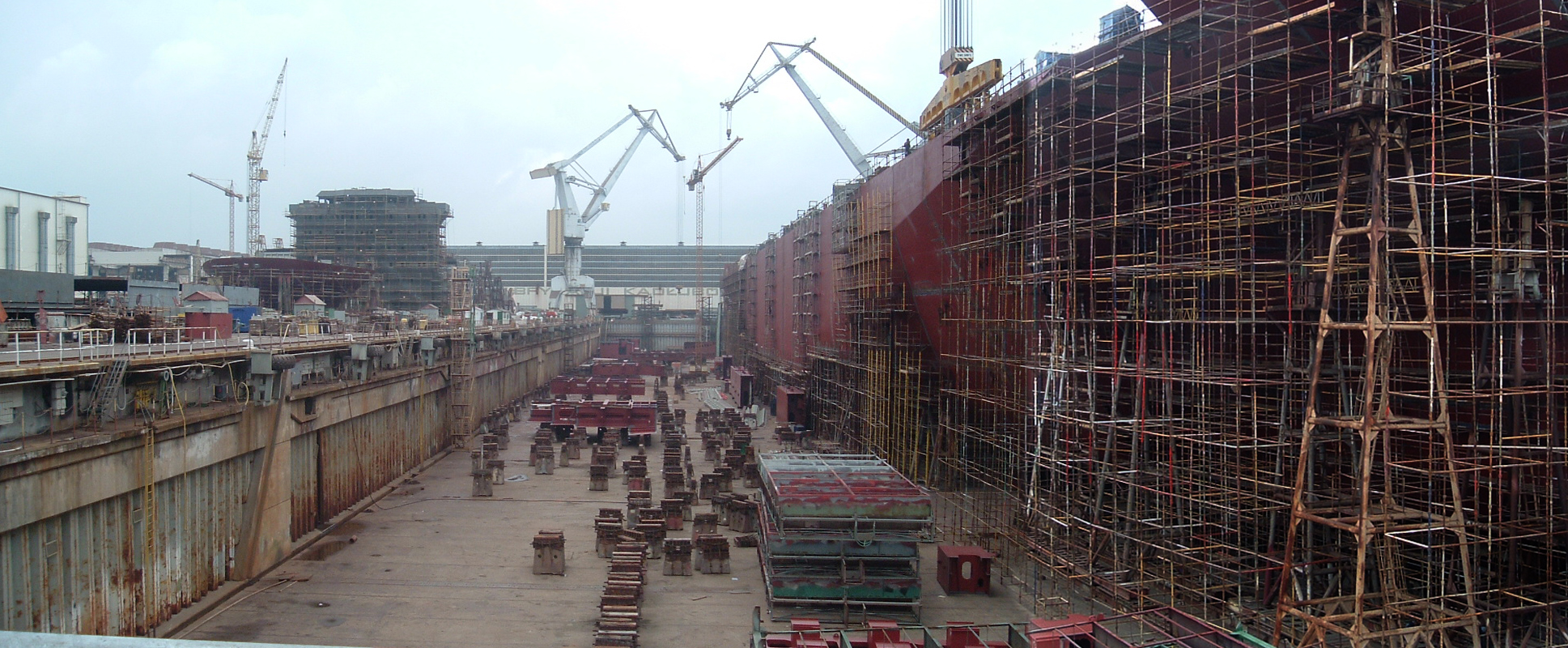
Drassanes Stocznia Gdynia, a Gdynia
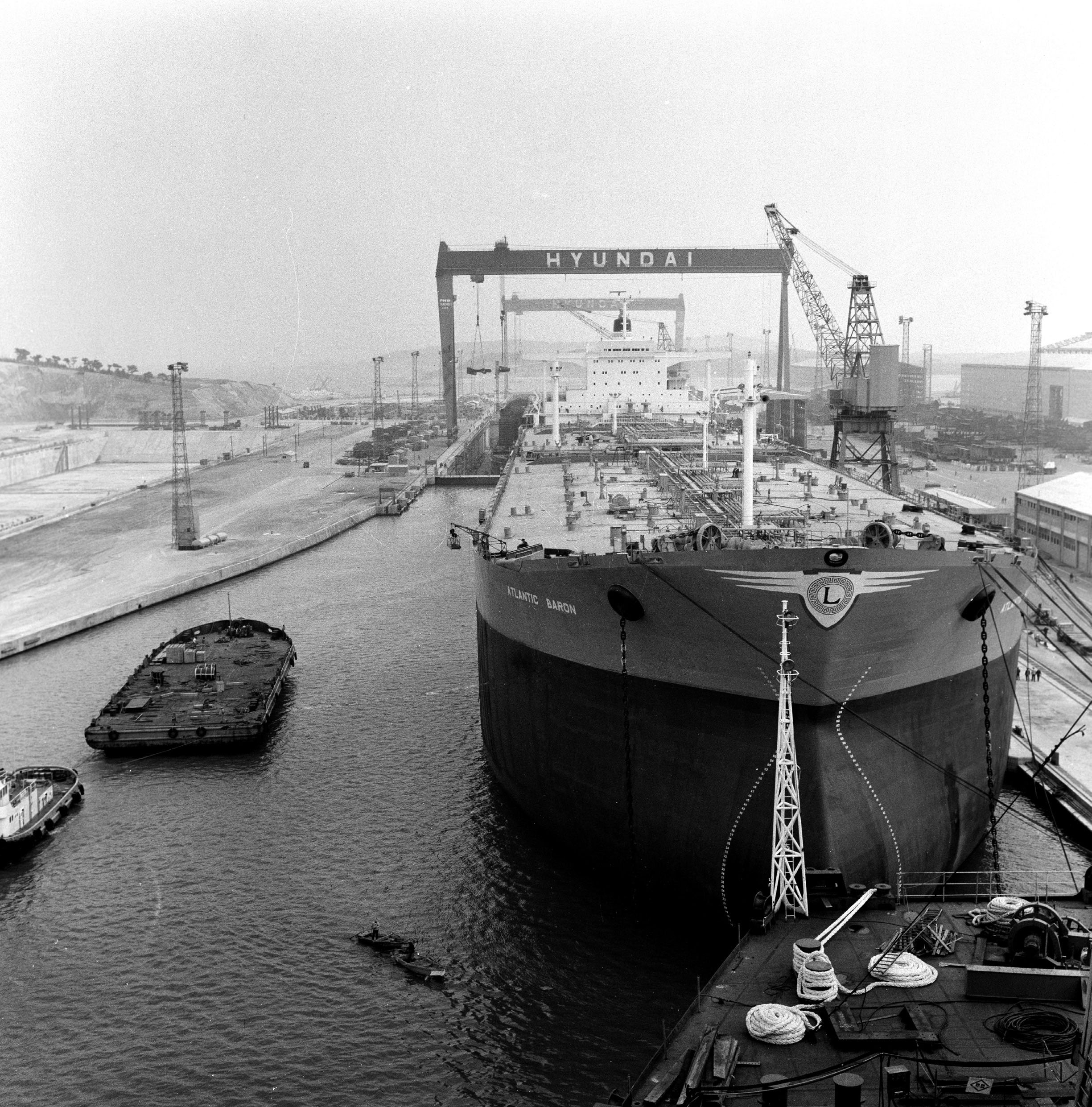
Drassanes de la Hyundai Construction Co Ltd (1976)
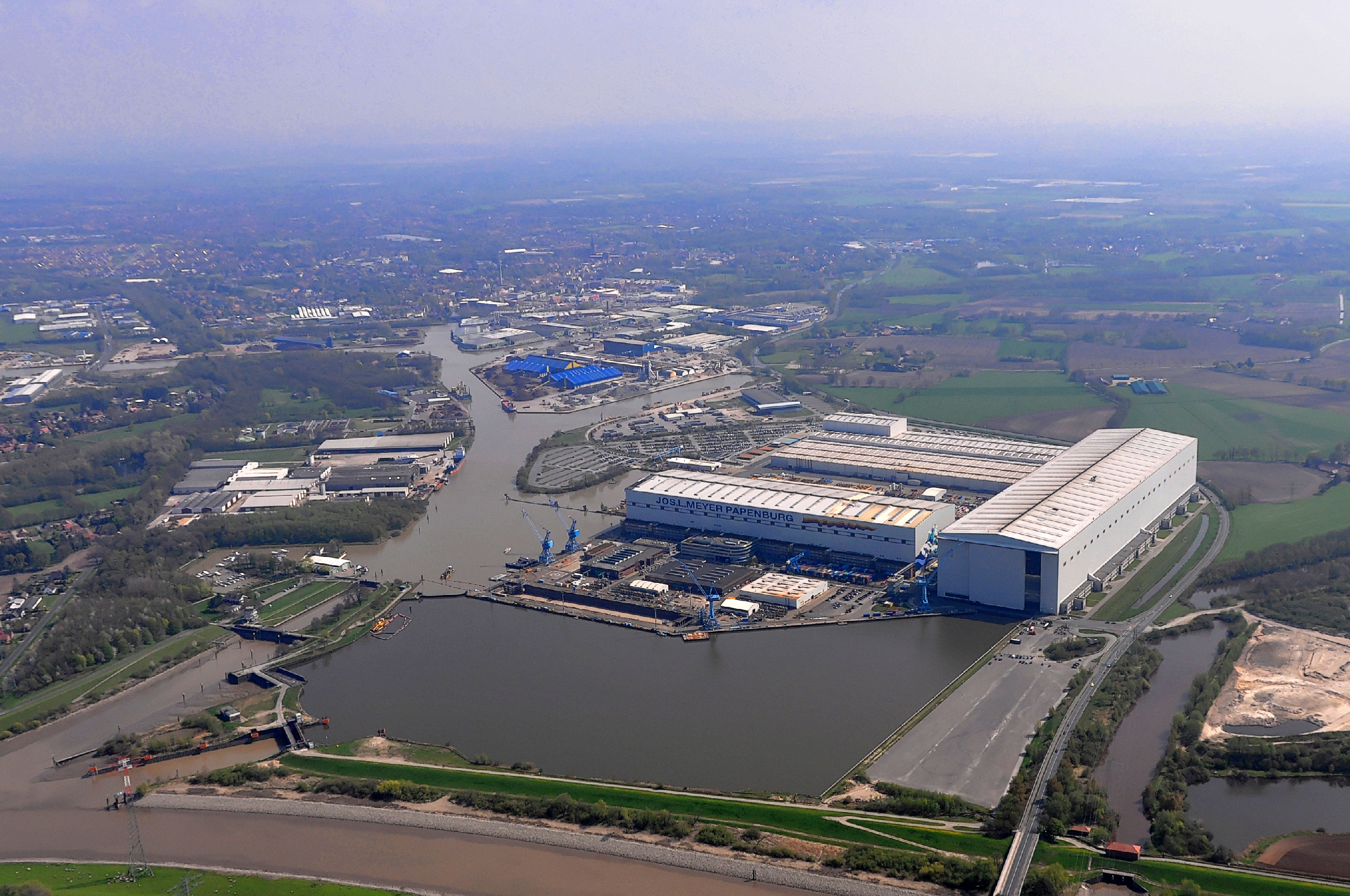
Drassanes Meyer Werft a Papenburg
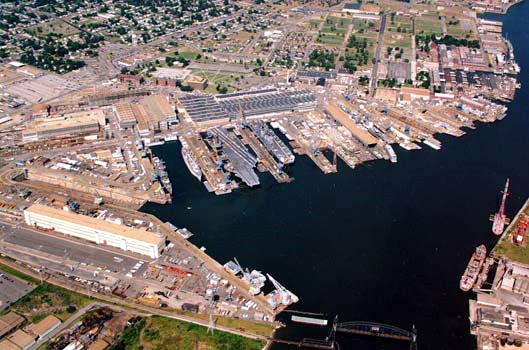
Vista aèria de les drassanes Norfolk Naval Shipyard

#### Aspectes tecnològics
Una gran drassana ocupa una superfície molt gran, amb espais a l'aire lliure i nombroses naus auxiliars que permeten treballar a l'interior. Els espais destinats a magatzems també són molt importants.
- La necessitat de moure peces o conjunts de grans dimensions i pesos elevats implica la presència de grues adequades.
- El consum d'energia elèctrica és molt elevat.
- La presència de molts treballadors efectuant tasques potencialment perilloses implica una organització adequada amb plans de seguretat molt estrictes.

La construcció moderna es basa sovint en la fabricació de grans mòduls que poden ser construïts en instal·lacions relativament llunyanes. El muntatge final s'efectua a la drassana principal.
- L'ús de rampes tradicionals (escars) o dics secs és opcional. Cada drassana està pensada per a seguir un sistema determinat.

#### Aspectes econòmics i socials
Des de la Segona Guerra Mundial el sector de la construcció naval ha experimentat diverses crisis. Una gran drassana exigeix inversions molt grans i requereix uns costos de producció competitius per a sobreviure. Algunes indústries navals europees, malgrat importants ajudes oficials (per part dels estats respectius) no han pogut resistir la competència.
- A l'estat espanyol podria analitzar-se el pas d'una construcció naval molt important en els anys 70 del segle passat fins a la pràctica desaparició de les grans drassanes.[65]
- A Polònia, combinat amb altres factors, el detonant d'una revolució s'inicià amb les protestes i vagues dels treballadors de les drassanes de Gdańsk i la creació del sindicat Solidarność.

### Drassanes per a vaixells de desplaçament moderat
Les drassanes amb capacitat per a bastir vaixells de 100-200 metres d'eslora presenten, a escala reduïda, els mateixos problemes i característiques que les drassanes més grans.

### Petites drassanes
Les petites drassanes, classificades en aquest article amb capacitat de construir vaixells inferiors als 100 metres d'eslora, presenten una varietat molt gran.

#### Materials
A diferència dels vaixells més grans, construïts de planxes d'acer soldat, les embarcacions més petites poden ser de fusta, d'alumini o de PRFV (fibra de vidre).

#### Tipus de vaixells
Les naus més grans són molt semblants pel que fa a les formes dels bucs. Les embarcacions petites comercialitzades actualment tenen aspectes i concepció molt diferents entre si.

### Construcció artesanal
Al costat de les drassanes modernes hi ha constructors artesans que, tan en països tecnològicament avençats com en societats més endarrerides, segueixen fabricant embarcacions d'acord amb les tècniques tradicionals.
Entre els molts exemples possibles poden recordar-se els següents:
- Góndola
- Dau (vaixell)

### Exemples de grans vaixells

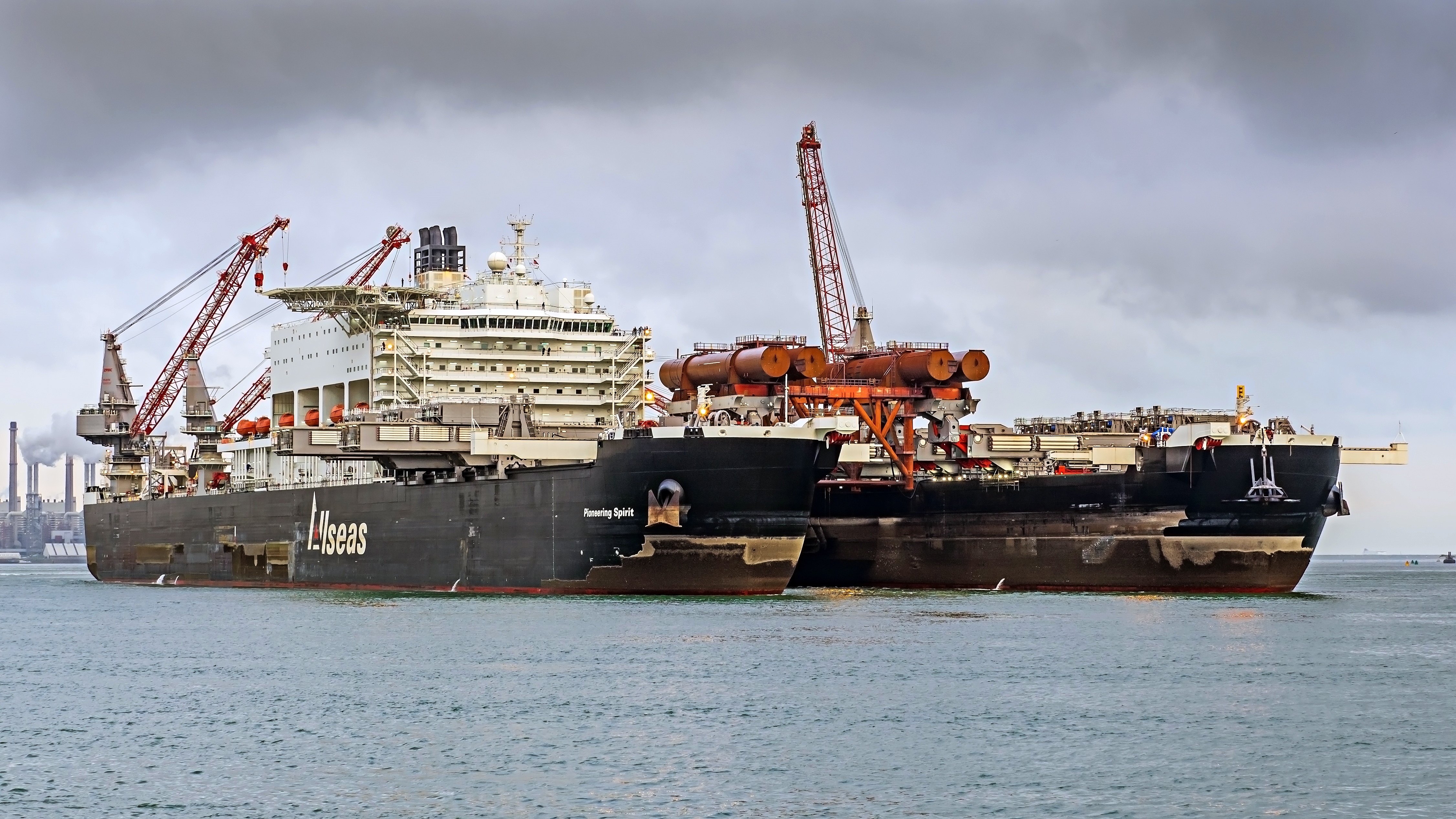
Pioneering Spirit
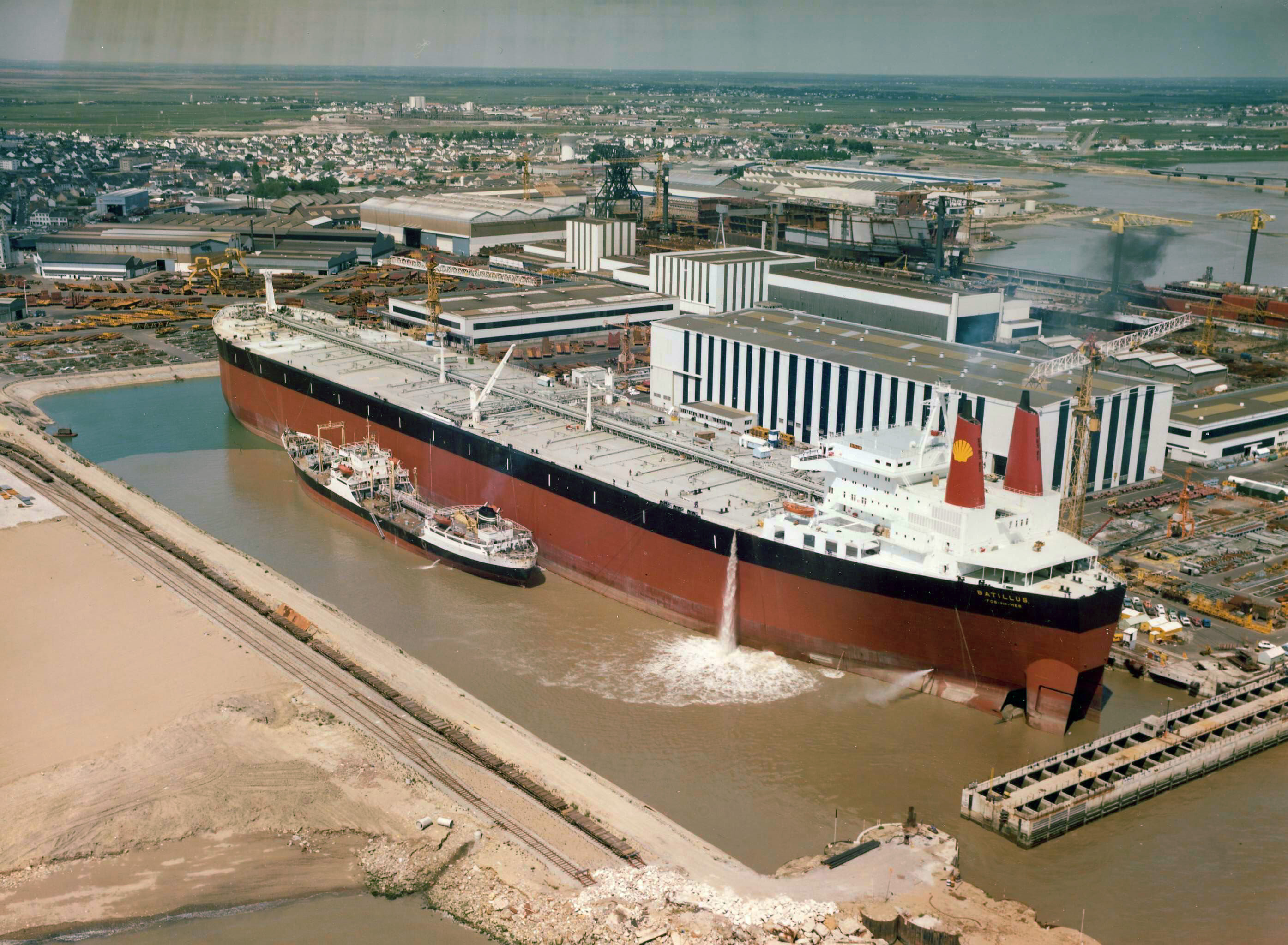
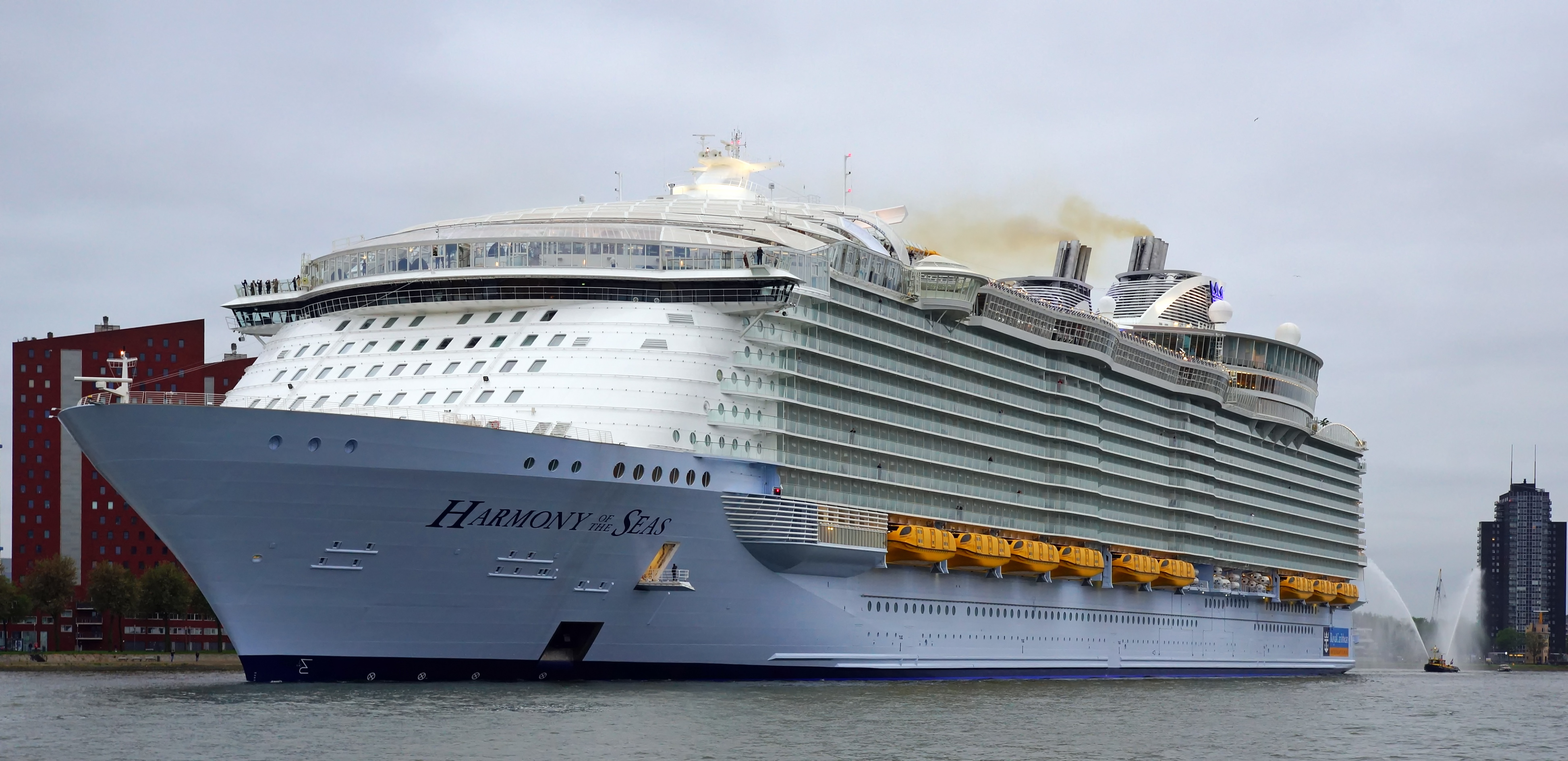
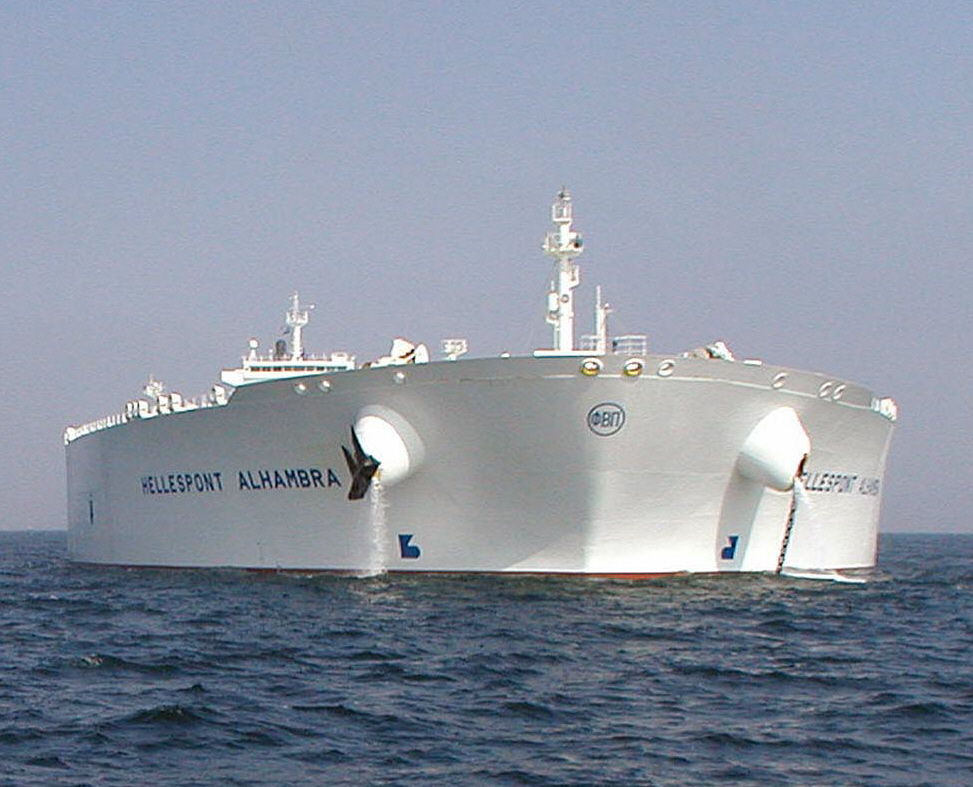

## Xifres de producció
| Construcció naval mundial |               |                                                |                          |
| Rang                      | País          | Tonatge construït el 2015 (en milers de tones) | Comandes futures el 2015 |
| 1                         | Xina          | 25,160                                         | 35%                      |
| 2                         | Corea del Sud | 23,270                                         | 21%                      |
| 3                         | Japó          | 13,005                                         | 27%                      |
| 4                         | Altres        | 5,000                                          | 17%                      |

## Drassanes especials
Segons el tipus d'embarcacions construïts hi ha drassanes amb característiques especials. Alguns dels tipus dels vaixells particulars són els següents:
- Submarí
- Submarí nuclear
  - Alguns submarins tenen el buc de titani.[68]
- Hidròpter
- Aerolliscador
- SWATH
- Lun